# Jair Bolsonaro
Jair Messias Bolsonaro GOMM (Glicério, 21 de março de 1955) é um militar reformado e político brasileiro, atualmente filiado ao Partido Liberal (PL). Foi o 38.º presidente do Brasil, de 1.º de janeiro de 2019 a 1.º de janeiro de 2023, tendo sido eleito pelo Partido Social Liberal (PSL) nas eleições de 2018. Anteriormente, foi deputado federal pelo Rio de Janeiro entre 1991 e 2018, eleito por diversos partidos. Nasceu em Glicério, mas passou a adolescência em Eldorado, no interior de São Paulo. Começou sua carreira militar no município fluminense de Resende após formar-se na Academia Militar das Agulhas Negras em 1977. Serviu nos grupos de artilharia de campanha e paraquedismo do Exército Brasileiro.
Tornou-se conhecido do público em 1986, quando escreveu um artigo para a revista Veja criticando os baixos salários dos militares, texto pelo qual foi preso. Em 1987, a mesma revista o acusou de planejar plantar bombas em unidades militares, crime militar pelo qual foi condenado em primeira instância, porém o Superior Tribunal Militar o absolveu no ano seguinte. Transferiu-se para a reserva em 1988 com o posto de capitão e concorreu à Câmara Municipal do Rio de Janeiro, sendo eleito vereador pelo Partido Democrata Cristão (PDC). Em 1990, foi eleito deputado federal, cargo para o qual foi reeleito seis vezes. Durante 27 anos como congressista, ficou conhecido por seu conservadorismo social e por diversas polêmicas, principalmente por ser um vocal opositor dos direitos LGBT e por declarações classificadas como discurso de ódio, que incluem a defesa das práticas de tortura e assassinatos cometidos pela ditadura militar brasileira, além de falas consideradas racistas. Tido como um político polarizador, seus pontos de vista e comentários, amplamente descritos como de extrema-direita e populistas, provocaram críticas e também atraíram apoiadores, gerando o movimento político conhecido como "bolsonarismo".
Sua campanha presidencial foi lançada pelo PSL em agosto de 2018, quando passou a se apresentar como um candidato antissistema, pró-mercado e defensor de valores familiares. Após disputar o segundo turno das eleições de 2018 com Fernando Haddad, do Partido dos Trabalhadores (PT), foi eleito com 55,13% dos votos válidos. Seu governo se caracterizou por forte presença de ministros de formação militar, alinhamento internacional com a direita populista e por políticas antiambientais, anti-indigenistas e pró-armas. Em 2020, foi nomeado "pessoa do ano" pelo Organized Crime and Corruption Reporting Project por se cercar de figuras corruptas, minar o sistema de justiça e enriquecer grandes proprietários de terras na região amazônica. Foi também responsável por um amplo desmonte das políticas e órgãos da cultura, da ciência e da educação, além de promover repetidos ataques às instituições democráticas e fazer maciça divulgação de notícias falsas. Apesar de a criminalidade e o desemprego terem seguido a tendência de queda vista desde o governo Michel Temer, a média de crescimento do PIB foi de cerca de 1,5% ao ano, a precarização do trabalho, a inflação e a fome aumentaram, enquanto a renda per capita, a desigualdade e a pobreza atingiram os piores níveis desde 2012.
Sua administração envolveu-se em uma série de controvérsias e vários dos ministros que haviam sido indicados originalmente deixaram seus cargos e criticaram o governo. A resposta de Bolsonaro à pandemia de COVID-19 no Brasil também foi reprovada em todo o espectro político e apontada como negacionista, depois que ele minimizou os efeitos da doença e defendeu tratamentos sem eficácia comprovada, além de ter desestimulado a vacinação, o uso de máscaras de proteção e as medidas de distanciamento social, posturas que contribuíram para até 400 mil mortes evitáveis e que foram consideradas um crime contra a humanidade pelo Tribunal Permanente dos Povos. Nas eleições de 2022, foi derrotado no segundo turno por Luiz Inácio Lula da Silva (PT), sendo o primeiro presidente do Brasil a não conseguir se reeleger desde a instituição da reeleição em 1997. Atualmente, Bolsonaro está em prisão domiciliar por decisão de Alexandre de Moraes, permanece inelegível por abuso de poder político por decisão do Tribunal Superior Eleitoral (TSE), é investigado pela Polícia Federal por suspeitas de crimes contra o patrimônio público e de esquemas de corrupção no Ministério de Educação bem como segue ser réu no Supremo Tribunal Federal (STF) pela tentativa de golpe de Estado que envolveu os atos golpistas após as eleições e culminou nos ataques de 8 de janeiro em Brasília.

## Infância

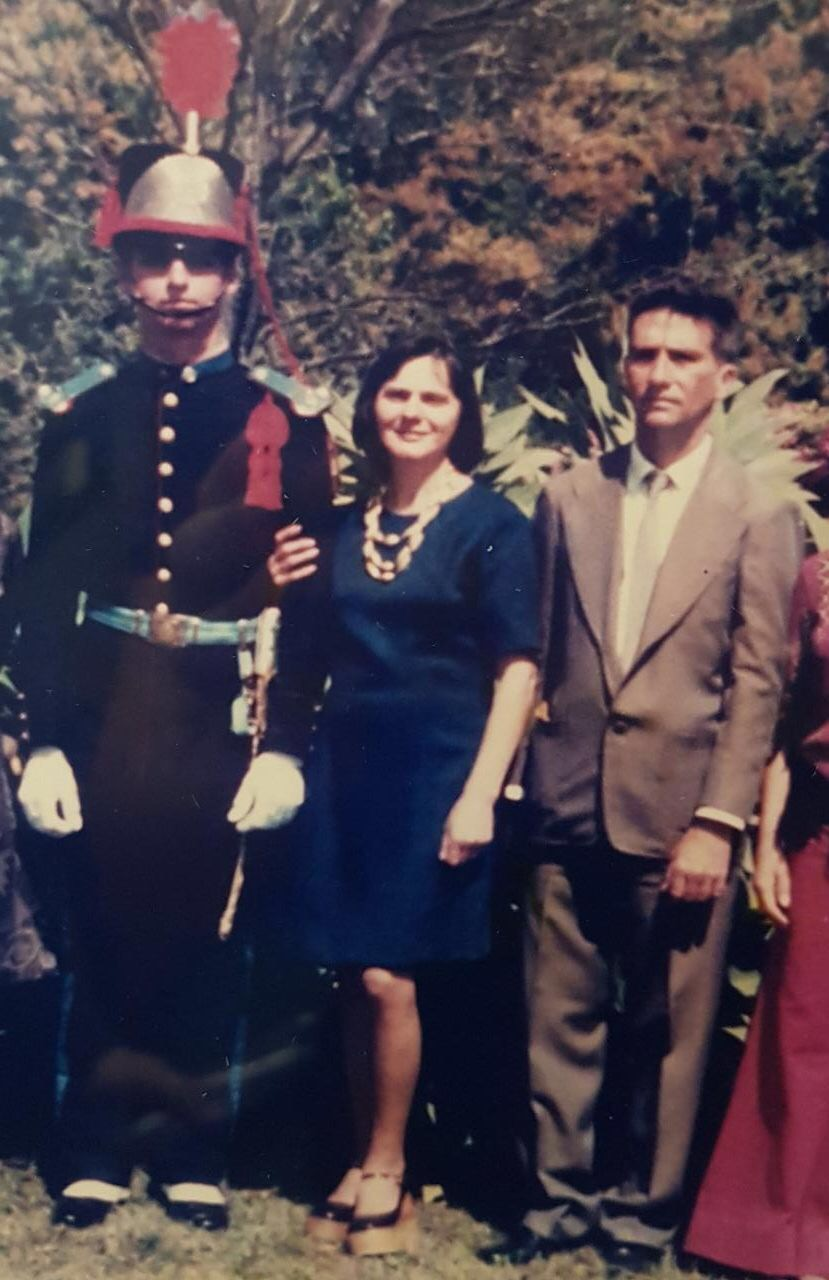
Olinda e Geraldo Bolsonaro com seu filho Jair, em 1974, na Academia Militar das Agulhas Negras.

Segundo relatos familiares, Jair Bolsonaro nasceu em Glicério, um pequeno município no noroeste do estado de São Paulo, e foi registrado dez meses depois, no dia 1.º de fevereiro de 1956, na cidade de Campinas, onde morava grande parte de sua família, composta por imigrantes italianos e alemães. Em seu registro de nascimento, todavia, sua naturalidade consta como sendo Campinas.
O nome Jair foi escolhido após sugestão de um vizinho, em homenagem a Jair Rosa Pinto, meia-esquerda da Seleção Brasileira de Futebol que fazia aniversário naquele dia e jogava no Palmeiras, time pelo qual Percy Geraldo Bolsonaro, o pai, torcia. Inicialmente, chamar-se-ia apenas Messias Bolsonaro porque sua mãe, Olinda Bonturi, após uma gravidez complicada, atribuía a Deus o milagre do nascimento do filho.
Em sua infância, morou em diversas cidades do estado de São Paulo. Nos primeiros anos de vida, sua família mudou-se para Ribeira. Após alguns anos, em 1964, a família mudou-se para Jundiaí nos bairros de Vianelo e Vila Progresso. Em 1965, mudaram-se para Sete Barras. Finalmente, em 1966, mudaram-se para Eldorado, no Vale do Ribeira, onde Jair cresceu com seus cinco irmãos. Completou o ensino médio no Científico Estadual de Eldorado Paulista.
É o terceiro entre os irmãos — três meninos e três meninas. Ele caçava passarinhos com espingarda de chumbinho e ganhava dinheiro com a pesca e a extração de palmito silvestre. Os amigos de Bolsonaro o apelidaram Palmito, mas com o tempo ele se tornou somente "Mito". Seu apelido não tem nada a ver com feitos heroicos do passado.

## Carreira militar
Bolsonaro diz que se interessou pelo Exército aos quinze anos, quando ele e amigos supostamente teriam fornecido dicas para os militares sobre possíveis esconderijos de Carlos Lamarca, que havia montado um campo em Vale do Ribeira para treinar guerrilheiros contra a ditadura militar.
Aos dezessete anos, Bolsonaro entrou para a Escola Preparatória de Cadetes do Exército (EsPCEx). Porém, após refletir, chegou à conclusão de que deveria ter prestado concurso para a Academia Militar das Agulhas Negras (AMAN). Então, no final de 1973, após alguns meses na EsPCEx, prestou o concurso e foi aprovado. Formou-se em 1977.
No final de seu último ano de academia, integrou a Brigada de Infantaria Paraquedista, onde se especializou em paraquedismo. Após concluir o curso, foi servir como Aspirante a Oficial no 21.º Grupo de Artilharia de Campanha (GAC) em São Cristóvão, bairro do Rio de Janeiro. Depois, serviu no 9.º GAC em Nioaque, Mato Grosso do Sul, de 1979 a 1981. Nesse último ano, nasce seu primeiro filho, Flávio. No ano seguinte, 1982, cursou a Escola de Educação Física do Exército (EsEFEx) e nasce seu segundo filho, Carlos.

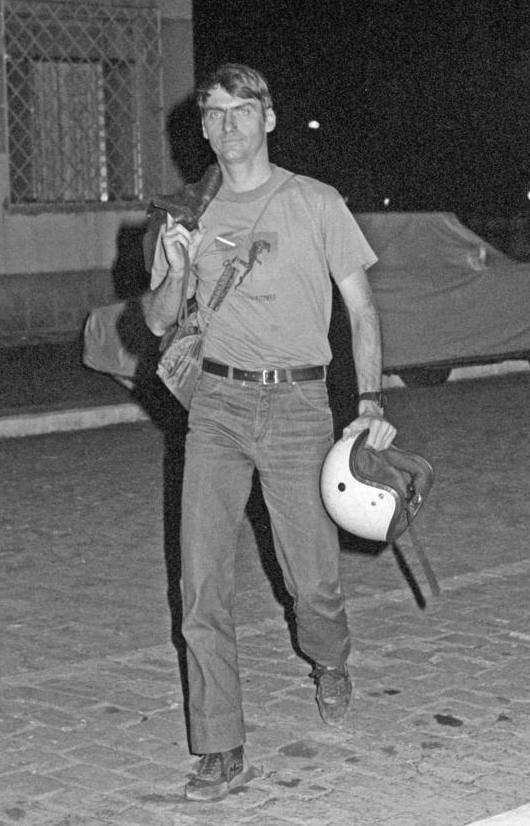
Jair Bolsonaro em 1986, no mesmo ano em que foi preso, quando servia no 8.º Grupo de Artilharia de Campanha Paraquedista

Após ter se formado na escola, foi servir no 8.º Grupo de Artilharia de Campanha Paraquedista em Deodoro, bairro do Rio de Janeiro. Foi um dos tenentes responsáveis pela avaliação física dos soldados que concorriam para o curso de paraquedismo. Em 1987, cursou a Escola de Aperfeiçoamento de Oficiais (EsAO).
Documentos produzidos pelo Exército Brasileiro na década de 1980 mostram que os superiores de Bolsonaro o avaliaram como dono de uma "excessiva ambição em realizar-se financeira e economicamente". Segundo o superior de Bolsonaro na época, o coronel Carlos Alfredo Pellegrino, Bolsonaro "tinha permanentemente a intenção de liderar os oficiais subalternos, no que foi sempre repelido, tanto em razão do tratamento agressivo dispensado a seus camaradas, como pela falta de lógica, racionalidade e equilíbrio na apresentação de seus argumentos".

### Prisão
Em 1986, quando já servia como capitão, no 8.º Grupo de Artilharia de Campanha Paraquedista, Bolsonaro foi preso por quinze dias após escrever, na seção "Ponto de Vista" da revista Veja de 3 de setembro de 1986, um artigo intitulado "O salário está baixo". Para Bolsonaro, o desligamento de dezenas de cadetes da AMAN se devia aos baixos salários pagos à categoria de uma forma geral, e não a desvios de conduta, como queria deixar transparecer a cúpula do Exército. A atitude de seus superiores levou à reação de oficiais da ativa e da reserva, inclusive do General Newton Cruz, ex-chefe da agência central do Serviço Nacional de Informações (SNI) no governo João Figueiredo. Bolsonaro recebeu cerca de 150 telegramas de solidariedade das mais variadas regiões do país, além do apoio de oficiais do Instituto Militar de Engenharia (IME) e de esposas de oficiais, que realizaram manifestação em frente ao complexo militar da Praia Vermelha, no Rio de Janeiro. Foi absolvido pelo Superior Tribunal Militar (STM) dois anos depois.

### Operação Beco Sem Saída

Bolsonaro e o esquema, de próprio punho, do plano de ataque à Adutora do Guandu, integrante da rede de abastecimento de água do Rio de Janeiro

Em 27 de outubro de 1987, Jair Bolsonaro informou a repórter Cássia Maria, da revista Veja, sobre a operação "Beco Sem Saída". Na época, Bolsonaro apoiava a melhoria do soldo e era contra a prisão do capitão Saldon Pereira Filho. A operação teria como objetivo explodir bombas de baixa potência em banheiros da Vila Militar, da Academia Militar das Agulhas Negras, em Resende, e em alguns outros quartéis militares com o objetivo de protestar contra o baixo salário que os militares recebiam na época.
Bolsonaro teria desenhado o croqui de onde a bomba seria colocada na Adutora do Guandu, que abastece de água ao município do Rio de Janeiro. A revista entregou o material ao então Ministro do Exército e este, após quatro meses de investigação, concluiu que a reportagem estava correta que os capitães haviam mentido. Por unanimidade, o Conselho de Justificação Militar (CJM) considerou, em 19 de abril de 1988, que Bolsonaro era culpado e que fosse "declarada sua incompatibilidade para o oficialato e consequente perda do posto e patente, nos termos do artigo 16, inciso I da lei n.º 5.836/72". Em sua defesa, Bolsonaro alegou na época que a revista Veja tinha publicado acusações fraudulentas para vender mais com artigos sensacionalistas.
O caso foi entregue ao Superior Tribunal Militar (STM). O julgamento foi realizado em junho de 1988 e o tribunal acolheu a tese da defesa de Bolsonaro e do também capitão Fábio Passos da Silva, segundo a qual as provas documentais — cujo laudo pericial fora feito pela Polícia do Exército — eram insuficientes por não permitirem comparações caligráficas, uma vez que fora usada letra de imprensa. A estratégia utilizada em sua defesa foi que tinha 4 laudos ao invés de somente 2 que o sistema exige, fazendo os juízes ministros a cometerem engano técnico na sentença a ser proferida. Assim, o STM absolveu os dois oficiais, que assim foram mantidos nos quadros do Exército. Ainda em 1988, Bolsonaro foi para a reserva, com a patente de capitão e, no mesmo ano, iniciou sua carreira política, concorrendo a vereador do Rio de Janeiro. O laudo da Polícia do Exército, no entanto, seria mais tarde corroborado pela Polícia Federal, que confirmou a caligrafia de Bolsonaro.

## Ascensão na carreira política

### Vereador do Rio de Janeiro (1989–1990)

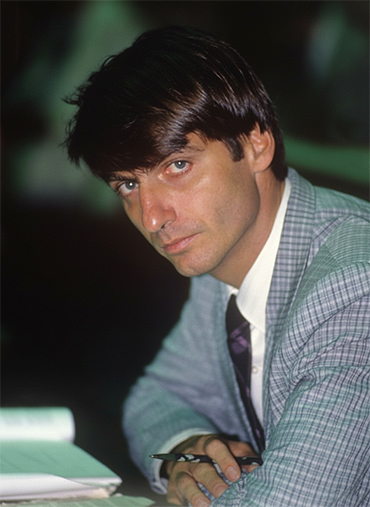
Bolsonaro em março de 1990, durante seu mandato como vereador

Em 1988, entrou na vida pública elegendo-se vereador da cidade do Rio de Janeiro pelo Partido Democrata Cristão. Segundo biografia feita por seu filho Flávio, Bolsonaro "foi candidato a vereador porque calhou de ser a única opção que possuía no momento para evitar que fosse vítima de perseguição por parte de alguns superiores. Seu ingresso na política aconteceu por acaso, pois sua vontade era dar continuidade na carreira militar". Assumiu seu mandato em 1989, ficando apenas dois anos na Câmara Municipal do Rio de Janeiro. Durante seu mandato, apresentou sete projetos de lei, um dos quais autorizava o transporte gratuito de militares em ônibus urbanos. Seu mandato de vereador foi usado principalmente para dar visibilidade às causas militares.
Bolsonaro mostrou-se um vereador conservador, discreto e pouco participativo. Em um dos poucos discursos que fez em plenário, reclamou de uma nota publicada pelo jornal O Dia, que o acusava de registrar o discurso de colegas vereadores com ataques às Forças Armadas para enviar aos militares. Em outras ocasiões, Bolsonaro defendeu o controle da natalidade: "não adianta vir com paliativo, mostrar folhetinhos para a população carente que é analfabeta", disse. Também julgou ineficaz a distribuição de camisinhas a moradores de favelas, pois "a molecada vai brincar de bexiga", e disse que a contenção da explosão demográfica deve ocorrer "em cima da classe mais humilde". As palavras do vereador foram transcritas no Diário da Câmara Municipal, pois na época a Casa não tinha um canal de televisão.

### Deputado federal (1991–2019)
| Eleição de | Partido | Votos   | Votos | Posição entre os mais votados | Resultado |
| Eleição de | Partido | Total   | %     | Posição entre os mais votados | Resultado |
| ---------- | ------- | ------- | ----- | ----------------------------- | --------- |
| 1990       | PDC     | 67 041  | N/A   | 6.º                           | Eleito    |
| 1994       | PPR     | 111 927 | 2,5%  | 3.º                           | Eleito    |
| 1998       | PPB     | 102 893 | 1,4%  | 10.º                          | Eleito    |
| 2002       | PPB     | 88 945  | 1,1%  | 21.º                          | Eleito    |
| 2006       | PP      | 99 700  | 1,2%  | 14.º                          | Eleito    |
| 2010       | PP      | 120 646 | 1,5%  | 11.º                          | Eleito    |
| 2014       | PP      | 464 572 | 6,1%  | 1.º                           | Eleito    |

Nas eleições de 1990, elegeu-se deputado federal, também pelo PDC. Viriam em seguida outros seis mandatos sucessivos. Além do PDC, foi filiado a outros oito partidos ao longo de sua carreira política: PPR (1993–95), PPB (1995–2003), PTB (2003–2005), PFL (2005), PP (2005–2016), PSC (2016–2017) e o PSL (2018–2019), Lideranças do PSC, entre elas o presidente da sigla Pastor Everaldo anunciaram Bolsonaro como pré-candidato à presidência em março de 2016, quando foi feita um ato político para marcar a entrada dele no partido. Em 2017, declarou que já havia pensado em se filiar ao Prona, também chegando a conversar sobre sua filiação ao PEN, atual Patriota, mas nada se concretizou.
Enquanto deputado, Bolsonaro concorreu também à presidência da Câmara. Em fevereiro de 2017, Bolsonaro concorreu pela terceira vez ao cargo de presidente da Câmara dos Deputados, obtendo apenas quatro votos. Ele já havia disputado o mesmo cargo em 2005 e 2011, tendo sido derrotado em todas essas tentativas. Na Câmara dos Deputados, Bolsonaro foi titular da Comissão de Relações Exteriores e de Defesa Nacional e da Comissão de Segurança Pública e Combate ao Crime Organizado, e suplente da Comissão de Direitos Humanos e Minorias. Em março de 2005, Bolsonaro foi condecorado pelo presidente Luiz Inácio Lula da Silva com a admissão à Ordem do Mérito Militar no grau de Grande-Oficial especial. Bolsonaro desistiu de tentar uma oitava reeleição para o cargo de deputado federal a fim de disputar a Presidência da República em 2018.
Segundo levantamento do jornal O Estado de S. Paulo, em 26 anos de atividades no Congresso, Bolsonaro apresentou 171 projetos de lei, de lei complementar, de decreto de legislativo e propostas de emenda à Constituição (PECs), sendo relator de 73 deles. Segundo a Agência Lupa — que dá o número total de projetos como 172 — 162 destes foram Projetos de Lei (PL), um foi Projeto de Lei Complementar (PLC) e cinco foram Propostas de Emenda à Constituição (PEC); há 470 outras proposições apresentadas pelo deputado, mas estas não são projetos de lei: trata-se de emendas a processos em comissões, indicações de autoridades para prestarem informações em casos analisados pela Câmara, e mensagens e manifestações em plenário.

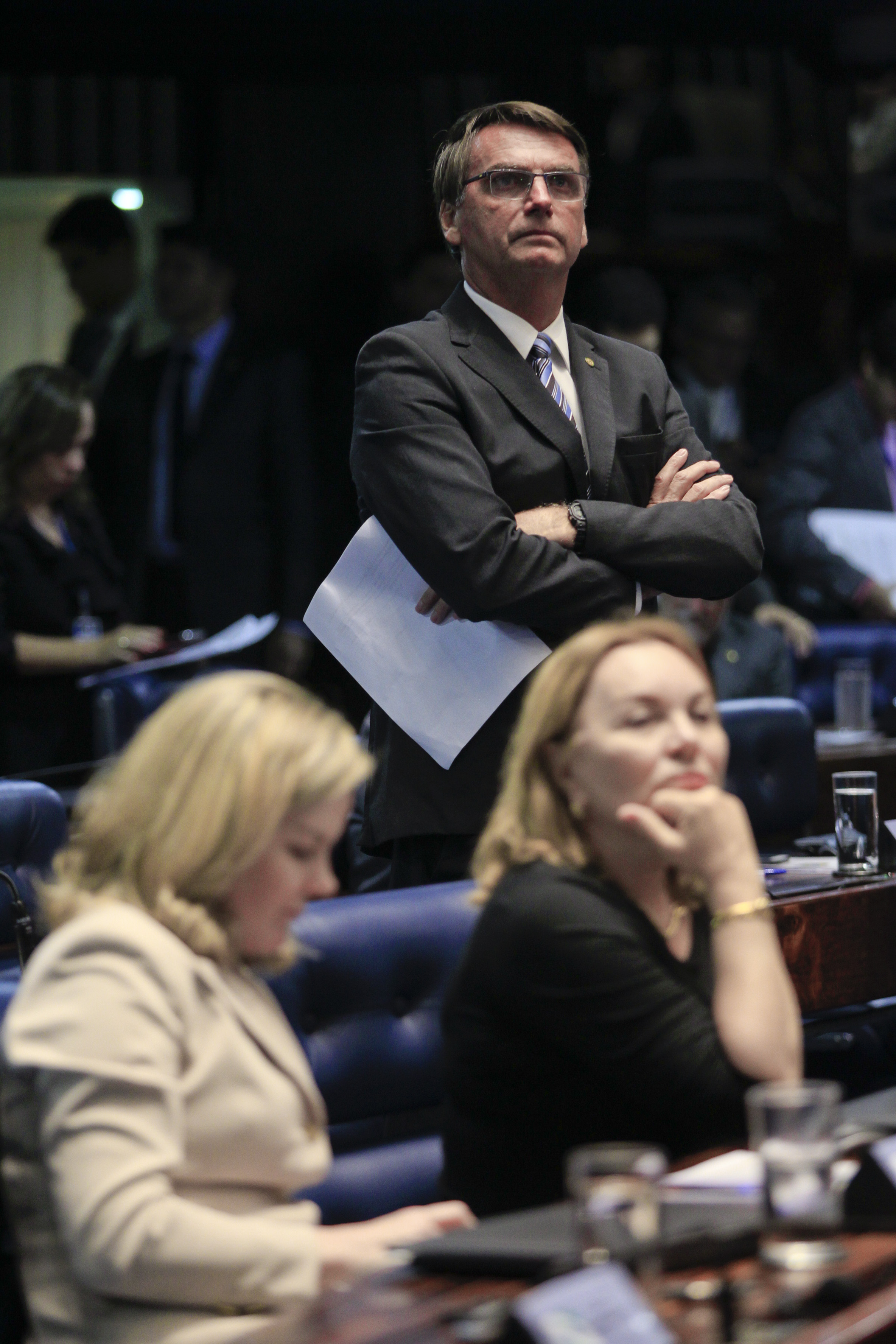
Bolsonaro, em 2016, durante sessão deliberativa ordinária no plenário do Senado

Bolsonaro conseguiu aprovar dois projetos de lei e uma emenda: uma PEC que prevê emissão de recibos junto ao voto nas urnas eletrônicas; uma proposta que estende o benefício de isenção do Imposto sobre Produtos Industrializados (IPI) para bens de informática e outra que autoriza o uso da fosfoetanolamina, substância que ficou conhecida no Brasil como "pílula do câncer" e que testes demonstraram não ter qualquer efeito contra a doença. Bolsonaro justificou a aprovação de uma única emenda alegando que não recebe apoio suficiente dos demais congressistas por sofrer "discriminação" por possuir ideais direitistas.
No caso das urnas eleitorais, a emenda propõe a impressão de um comprovante, o qual é verificado pelo eleitor na impressora e, em seguida, depositado, pela própria máquina, em uma urna lacrada. Ele defende esse sistema para evitar fraudes na contagem de votos e por não existir "nenhum país no mundo" que use a tecnologia brasileira, insinuando que as urnas eletrônicas são vulneráveis. Apesar do sistema ser testado periodicamente e nunca ter sido corrompido, alguns especialistas questionam sua indefensabilidade. Segundo o Tribunal Superior Eleitoral (TSE), a proposta geraria custos adicionais de cerca de 1,8 bilhão de reais aos cofres públicos. Em junho de 2018, o Supremo Tribunal Federal (STF) decidiu derrubar o voto impresso nas eleições de 2018 por entender que isto poderia gerar um risco de quebra de sigilo e da liberdade de escolha, pela possibilidade de mesários precisarem intervir em caso de falha da impressão.
Bolsonaro foi o autor de uma Proposta de Emenda à Constituição (PEC) que prevê que o Sistema Único de Saúde (SUS) realize cirurgias de laqueadura e vasectomia em maiores de 21 anos que desejarem realizar o procedimento. Ele argumentou que muitas famílias pobres não têm dinheiro para fazer cirurgias como essas e que teriam dificuldades em realizar seu planejamento familiar por esse motivo. Essa pauta, porém, já era defendida por ele desde o início dos anos 90, quando era vereador.
Ao longo de sua carreira como deputado, pronunciou várias falas controversas. Em uma entrevista a um programa da Rede Bandeirantes em 1999, o parlamentar afirmou: "Conselho meu e eu faço: eu sonego tudo o que for possível." Seu nome está registrado na chamada Lista de Furnas, um esquema de corrupção que usou dinheiro de caixa dois para abastecer 156 campanhas políticas no ano 2000. Apesar de o parlamentar alegar que a lista é falsa, sua autenticidade foi comprovada por um laudo da Polícia Federal.

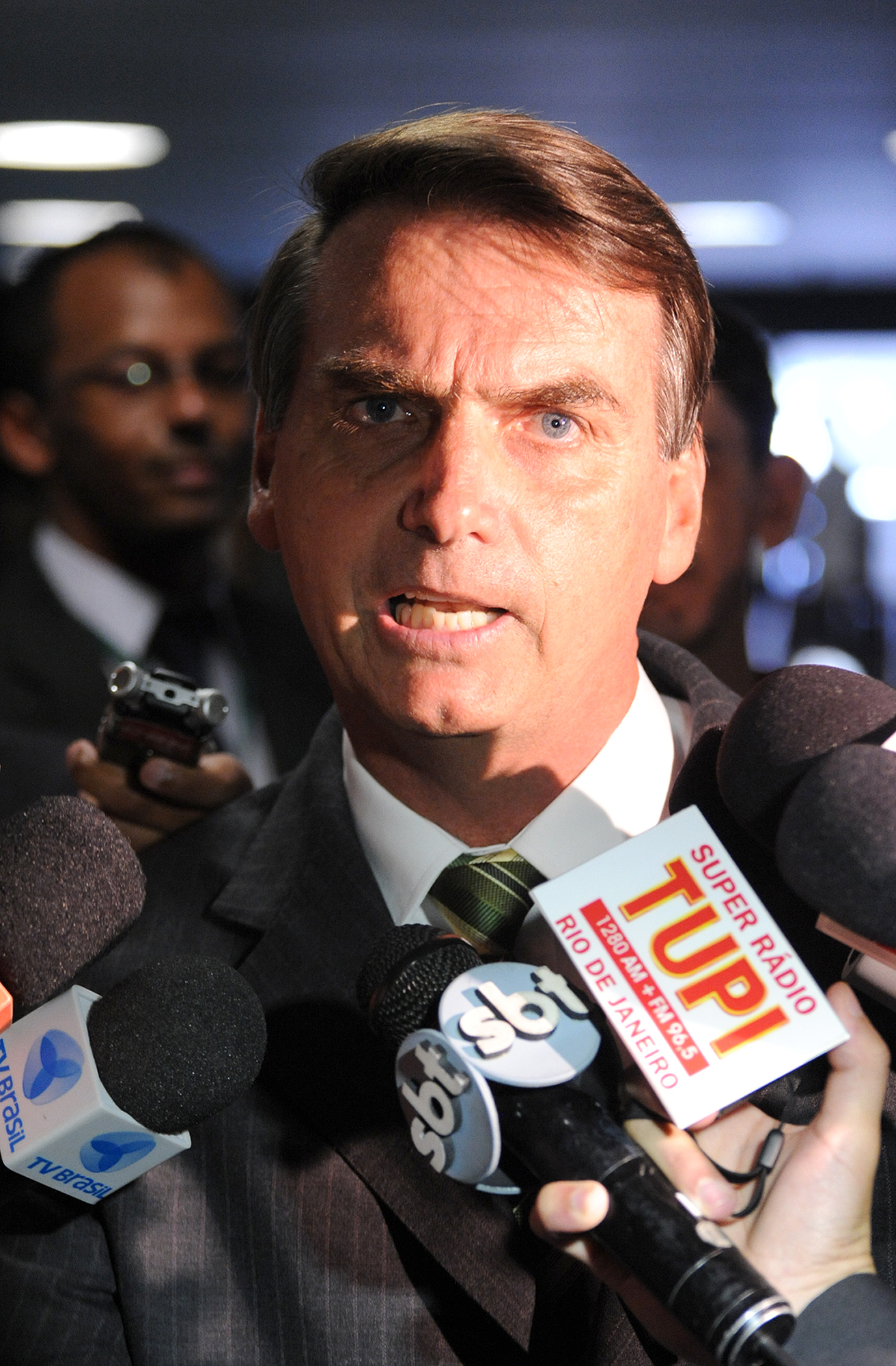
O então deputado Jair Bolsonaro em 17 de maio de 2011

Uma reportagem do site Vice trouxe a questão à tona em março de 2017 devido à repercussão da Operação Carne Fraca. O político postou um vídeo em seu canal do YouTube, onde explica que os duzentos mil reais, metade do valor gasto em sua campanha, foram devolvidos como "doação ao partido". No entanto, na planilha do TSE, o mesmo valor (duzentos mil reais) volta à conta de Bolsonaro, mas desta vez em uma doação feita pelo fundo partidário.
Em 7 de abril de 2020, a Agência Sportlight revelou notas fiscais que mostram que Bolsonaro, quando deputado, superfaturou reembolso de verba pública de combustível. No final do mês, o ministro Luiz Fux, do STF, encaminhou à Procuradoria-Geral da República uma notícia-crime contra Bolsonaro.
Em dezembro de 2017, o jornal O Globo divulgou que o deputado e seus filhos empregaram uma ex-mulher do parlamentar e dois parentes dela em cargos públicos em seus gabinetes. Segundo o jornal, essas pessoas ocuparam as vagas a partir de 1998. No entanto, como as contratações ocorreram antes de 2008, quando o STF normatizou as regras contra o nepotismo, elas não podem ser legalmente classificadas dessa maneira. Uma reportagem da Folha de S.Paulo, feita em janeiro de 2018, denunciou que o deputado contratava uma servidora fantasma em Brasília. Segundo a matéria, entre janeiro e junho, Walderice Santos da Conceição recebeu mais de dezessete mil reais como funcionária do gabinete do parlamentar na Câmara dos Deputados, mas trabalhava como vendedora de açaí no município de Angra dos Reis, no Rio de Janeiro.

## Campanha presidencial de 2018

Bolsonaro comemorando o resultado da convenção que o escolheu como sendo candidato à presidência pelo PSL

Jair Bolsonaro candidatou-se à presidência da República Federativa do Brasil pelo Partido Social Liberal nas eleições presidenciais de 2018 com General Mourão (do PRTB) como vice, na coligação "Brasil acima de tudo, Deus acima de todos". Sua candidatura, que tinha duas contestações, foi deferida por unanimidade pelo Tribunal Superior Eleitoral (TSE).
Jair Bolsonaro foi o primeiro candidato à presidência a alcançar o valor de um milhão de reais em doações para campanha eleitoral por meio do financiamento coletivo. O valor foi alcançado após 59 dias do início da campanha de arrecadação, em 5 de julho, arrecadando-se em média dezessete mil reais por dia. Em 23 de agosto, iniciou sua campanha, gozando de forte proteção policial e usando colete à prova de balas. O então presidente do PSL, Gustavo Bebianno declarou que Bolsonaro estava em nível máximo de risco.

### Atentado

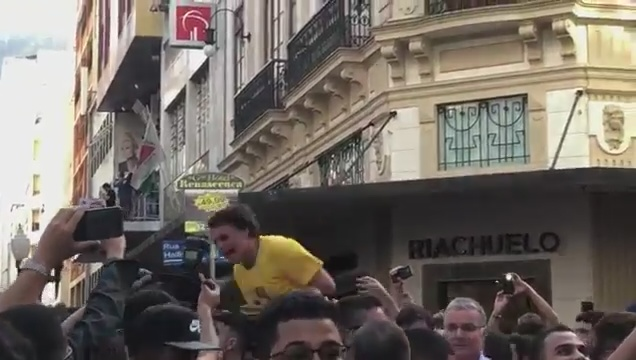
Bolsonaro durante o atentado em Juiz de Fora, Minas Gerais.

No dia 6 de setembro de 2018, Bolsonaro foi vítima de um ataque a faca durante uma campanha em Juiz de Fora, Minas Gerais. Foi atingido no abdômen e necessitou passar por um procedimento de laparotomia exploratória na Santa Casa de Misericórdia de Juiz de Fora. Adélio Bispo de Oliveira, identificado como o autor do crime e posteriormente preso, declarou, no boletim de ocorrência, que o fez "a mando de Deus". Adélio foi filiado ao PSOL entre 2007 e 2014; o partido emitiu uma nota classificando o atentado como "um grave atentado à normalidade democrática e ao processo eleitoral". Após o atentado, ele fez duas cirurgias e recebeu alta no final de setembro.
O esfaqueador de Bolsonaro foi preso e julgado, sendo considerado inimputável, de forma que a prisão foi substituída por internação por tempo indeterminado. Bolsonaro disse que recorreria da decisão, entretanto não o fez e a sentença transitou em julgado.
No dia do atentado os demais candidatos à presidência Álvaro Dias, Ciro Gomes, Geraldo Alckmin, Guilherme Boulos, Henrique Meirelles, João Amoêdo, Marina Silva, Cabo Daciolo, João Goulart Filho e Vera Lucia repudiaram o ataque por meio de redes sociais. O presidente da República, Michel Temer, classificou-o como "intolerável". A ex-presidente Dilma Rousseff referiu-se ao ataque como lamentável e relacionou a motivação do crime com opiniões defendidas pelo candidato.

### Manifestações

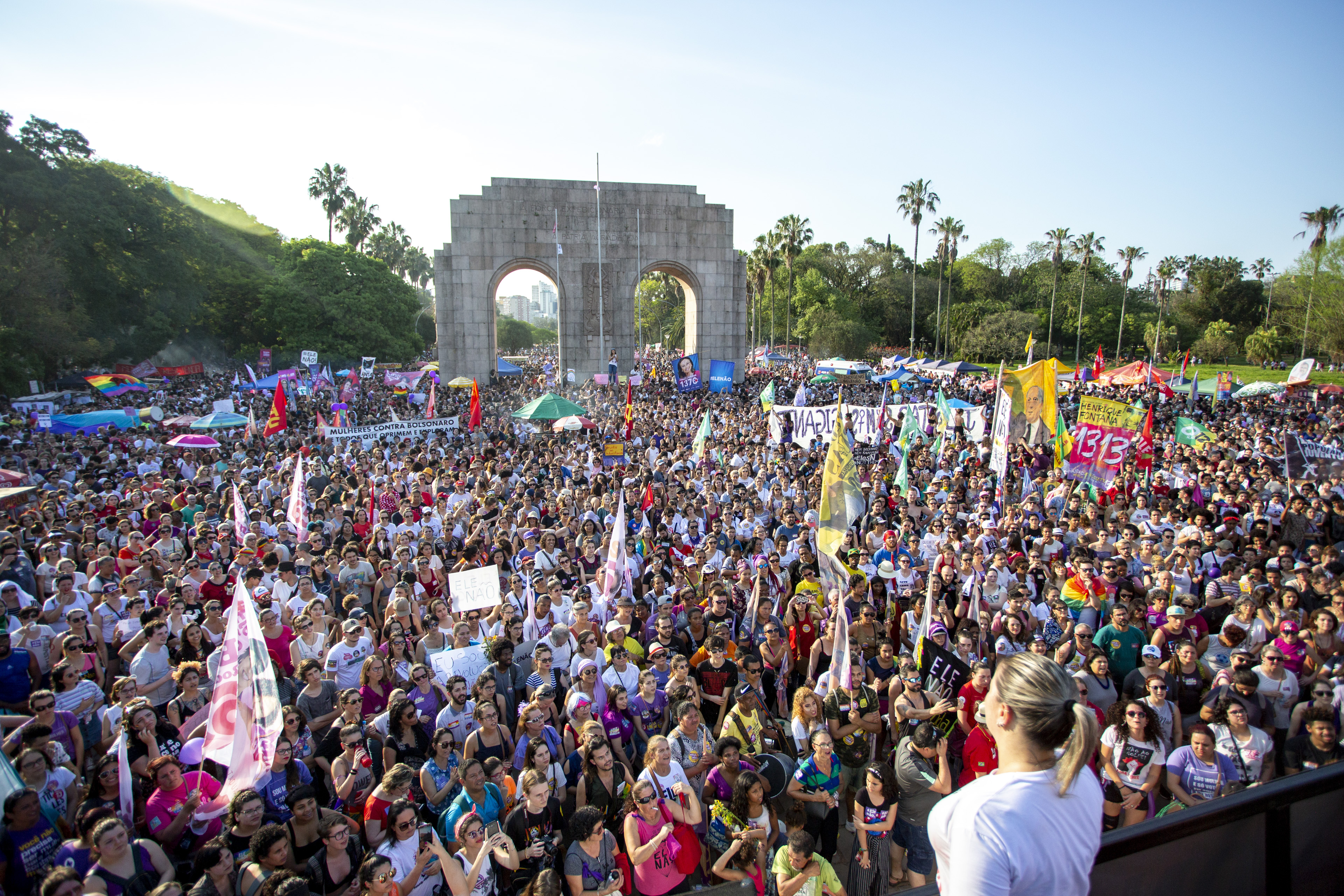
Manifestação contra Bolsonaro em Porto Alegre em 2018, como parte do Movimento Ele Não

Em 29 de setembro de 2018, usando a hashtag #EleNão, um movimento iniciado nas redes sociais por mulheres contrárias às propostas do candidato reuniu expressivas manifestações de rua durante a campanha presidencial de 2018. As manifestações contaram com cerca de quinhentas mil pessoas, segundo os organizadores do evento, e aconteceram em mais de 160 cidades de todos os estados do país e também em cidades como Nova Iorque, Barcelona, Berlim, Lisboa e Paris.
No dia 30 de setembro, foram organizados atos de apoio ao candidato. Em Brasília, a campanha organizou uma carreata que contou com 25 mil carros, de acordo com a Polícia Militar. Em São Paulo, um ato ocupou quatro quarteirões da avenida Paulista, não tendo sido divulgados os números oficiais de manifestantes. De acordo com os organizadores do evento, o número teria chegado a 1,8 milhão, estimativa esta considerada não realista, já que em uma manifestação anterior pelo impeachment de Dilma Rousseff, que ocupou toda a avenida, o instituto Datafolha estimou uma aglomeração de quinhentas mil pessoas. Em 21 de outubro os movimentos Brasil Livre e Vem Pra Rua também organizaram atos contra o Partido do Trabalhadores (PT) em todo o Brasil.

### Desempenho eleitoral
| Turno | Partido    | Votos      | Votos  | Resultado | Ref.    |
| Turno | Partido    | Total      | %      | Resultado | Ref.    |
| ----- | ---------- | ---------- | ------ | --------- | ------- |
| 1.º   |            | 49 276 990 | 46,03% | 2º turno  | [ 177 ] |
| 2.º   | 57 797 847 | 55,13%     | Eleito | [ 178 ]   |         |

Obteve 49 276 990 votos no primeiro turno da eleição, que ocorreu dia 7 de outubro, o que corresponde a 46,03% dos votos válidos, sendo o mais votado do turno. Como nenhum candidato atingiu 50% dos votos válidos, o Tribunal Superior Eleitoral convocou o segundo turno da eleição, disputado entre Jair Bolsonaro e Fernando Haddad do Partido dos Trabalhadores (PT). Jair Bolsonaro venceu em dezesseis estados e no Distrito Federal, ultrapassando 50% dos votos em treze estados.

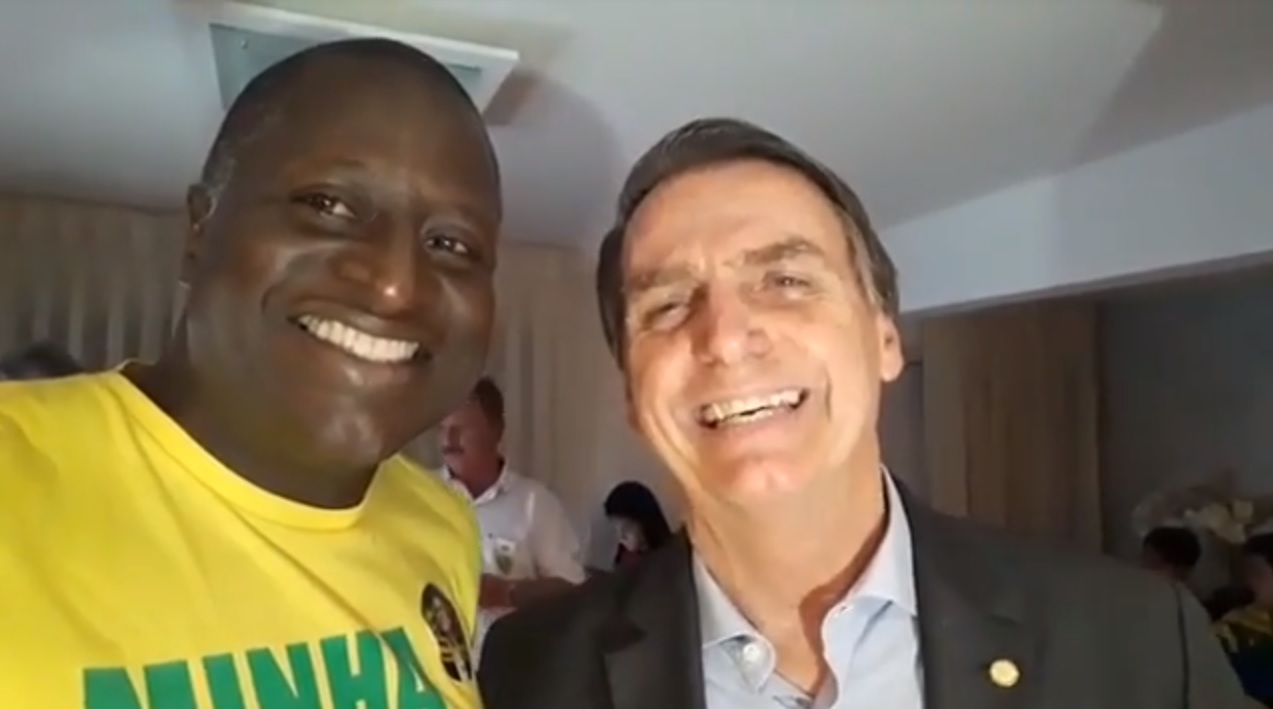
Hélio Lopes e Bolsonaro durante a comemoração pela vitória nas eleições presidenciais de 2018

No dia 28 de outubro sucedeu-se o segundo turno da eleição, e Jair Bolsonaro confirmou o resultado do primeiro turno, obtendo 57 797 847 de votos (55,13% dos votos válidos), elegendo-se assim com êxito o 38.º presidente da República no Brasil. Bolsonaro repetiu a vitória em quinze estados onde ganhara no primeiro turno e também no Distrito Federal, mas não conseguiu manter a vitória no Tocantins.
Bolsonaro interrompeu o ciclo de quatro vitórias consecutivas do Partido dos Trabalhadores, que se repetia desde 2002, quanto Luiz Inácio Lula da Silva venceu a eleição presidencial daquele ano. Bolsonaro é o décimo militar que chega à presidência da República, o primeiro desde o princípio da Nova República. É também o primeiro ítalo-brasileiro eleito à presidência da República de forma direta. Outros ítalo-brasileiros que ocuparam o cargo de presidente foram Ranieri Mazzilli e Itamar Franco, que foram presidentes interinos; e Emílio Garrastazu Médici, presidente eleito indiretamente durante a ditadura militar.

## Presidência da República (2019–2022)

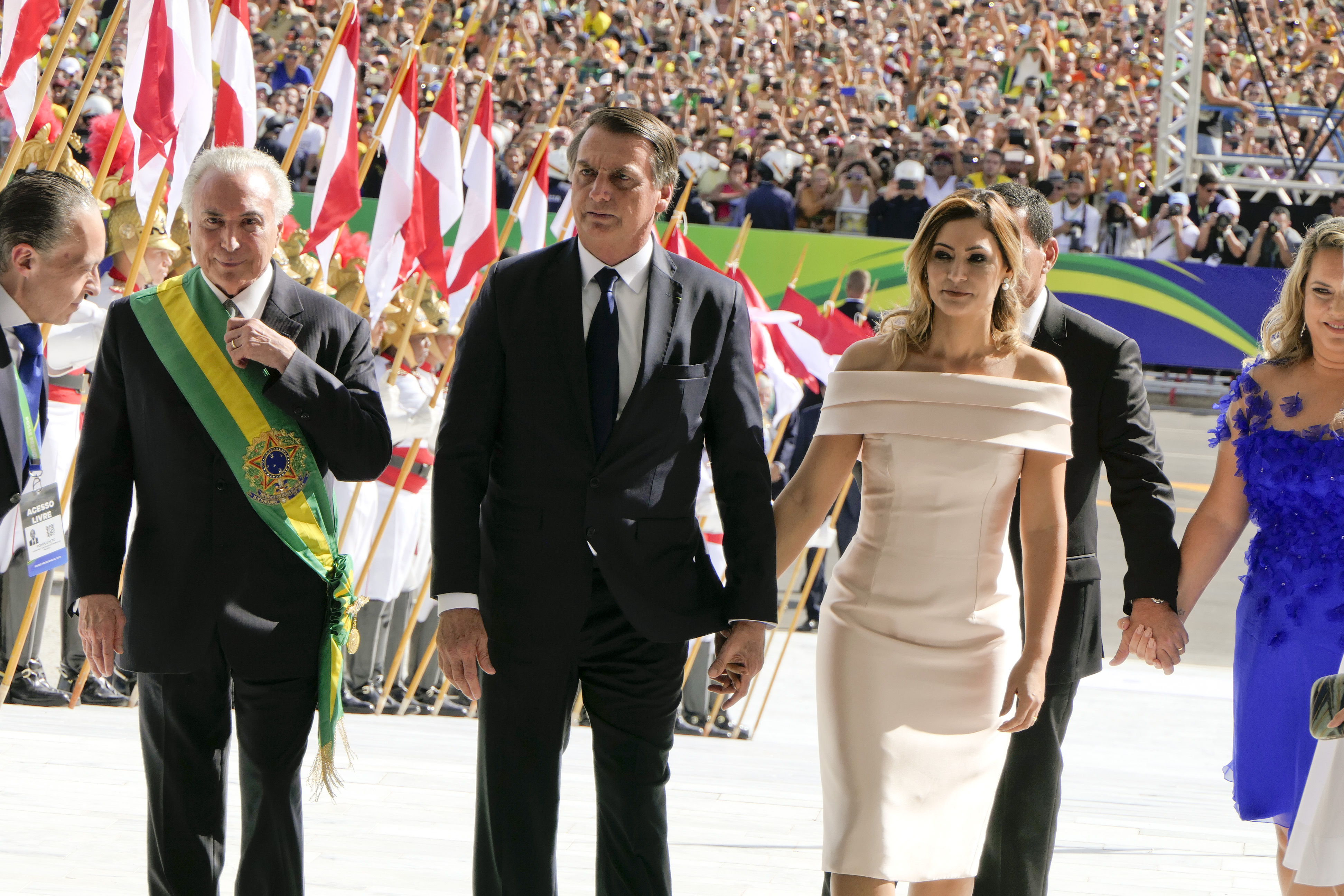
Momento em que Michel Temer recebe Jair Bolsonaro na rampa do Palácio do Planalto, em Brasília, durante a posse presidencial.

Em 11 de outubro, dias antes de sua vitória nas urnas, Bolsonaro anunciou o congressista Onyx Lorenzoni (DEM) como o futuro chefe da Casa Civil em seu gabinete.
Em 31 de outubro, já na condição de presidente-eleito, Bolsonaro anunciou o astronauta Marcos Pontes como o futuro Ministro de Ciência e Tecnologia. Além de Pontes, Bolsonaro já havia feito outras duas nomeações ministeriais: Paulo Guedes como Ministro da Economia e Augusto Heleno, general da reserva, como Ministro da Defesa. Este último, porém, foi posteriormente nomeado para o Gabinete de Segurança Institucional da Presidência da República, no dia 7 de novembro.
No primeiro dia de novembro, Bolsonaro confirmou que o juiz Sergio Moro havia aceitado seu convite para servir como Ministro da Justiça e da Segurança Pública. A decisão gerou reação adversa da imprensa internacional porque Moro havia condenado Luiz Inácio Lula da Silva, o principal adversário de Bolsonaro na eleição, por lavagem de dinheiro e corrupção.
No dia 1.º de janeiro de 2019, Jair Bolsonaro e Hamilton Mourão tomaram posse como presidente e vice-presidente da República em cerimônia no Congresso Nacional. Após o evento, Bolsonaro recebeu a faixa presidencial das mãos do ex-presidente Michel Temer e fez um discurso no parlatório do Palácio do Planalto. A posse de Bolsonaro teve o maior reforço de segurança na história das posses, contando com cerca de seis mil agentes e 2,6 mil policiais militares. No governo Bolsonaro houve um aumento considerável de militares em cargos civis e governamentais com um total de 6 157 oficiais ocupando cargos comissionados em funções civis em 2020, número maior que na ditadura militar. Em dezembro de 2018, Bolsonaro indicou sete ministros militares, porém com as trocas de ministros ele chegou em ter 11 em julho de 2020, dessa forma, o número de ministros com formação militar de Bolsonaro superou o quatro dos cinco presidentes da ditadura militar.

### Economia

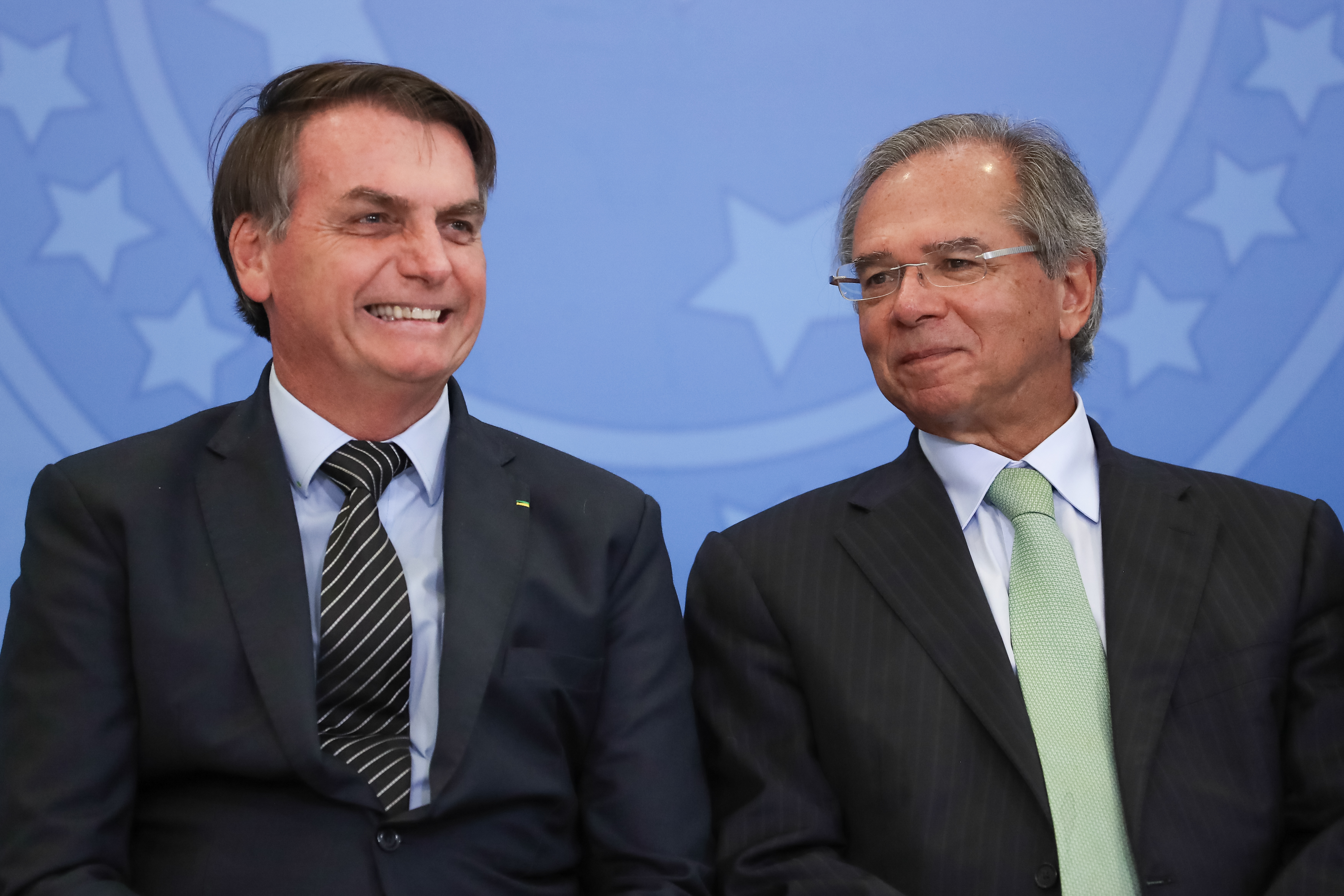
Bolsonaro com Paulo Guedes, o Ministro da Economia, em 20 de fevereiro de 2020.

Bolsonaro defendeu posições econômicas desenvolvimentistas, votando com o Partido dos Trabalhadores em diversos temas econômicos. Em 2000, por exemplo, ao explicar ao apresentador Jô Soares por que defendeu o "fuzilamento" do então presidente Fernando Henrique Cardoso, disse que "barbaridade é privatizar a Vale e as telecomunicações, entregar as nossas reservas petrolíferas ao capital externo". Desde que passou a se apresentar como candidato à presidência, no entanto, tem apoiado medidas econômicas liberais. No entanto, votou a favor da abertura da exploração do pré-sal, afirmou que o "livre-mercado é a mãe da liberdade", que "deve ser privatizado o máximo que puder" e que se opôs somente como a Vale foi privatizada.
Em maio de 2018, defendeu a flexibilização de direitos trabalhistas e afirmou "que é melhor menos direitos e emprego do que todos os direitos e desemprego". Em entrevista em agosto de 2018, porém, afirmou que "não gostaria" de privatizar a Petrobras, mas que o faria se "não encontrasse [outra] solução". Após assumir a presidência, Bolsonaro indicou Paulo Guedes para comandar o Ministério da Economia, criado com a fusão dos ministérios da Fazenda, do Planejamento, Desenvolvimento e Gestão, da Indústria, Comércio Exterior e Serviços e parte do Ministério do Trabalho.
Em 2019, no primeiro ano de mandato do governo Bolsonaro, o PIB brasileiro cresceu 1,2%, seguido por uma queda de 3,9% em 2020, principalmente em razão dos impactos da pandemia de COVID-19 no Brasil, quando o país saiu da lista das dez maiores economias mundiais pela primeira vez desde 2007. Em 2021, a economia retomou o crescimento com um aumento de 4,6% do PIB, mas as expectativas do FMI para 2022 são de um crescimento lento de 0,8%. No período entre 2019 e 2021, a taxa de desemprego saiu de 11,9% para 14,4%, o dobro da média mundial (dados da OIT), enquanto o índice de inflação passou de 4,31% para 10,06%, o maior em seis anos.
As condições do trabalho se tornaram mais precárias e informais, a renda média do trabalhador teve perdas reais, e os índices de renda per capita, desigualdade e pobreza atingiram os piores níveis desde 2012. Também cresceram os índices de fome. Em junho de 2022, segundo o Ipea, mais de 58% da população experimentava algum grau de insegurança alimentar, e segundo a Rede Brasileira de Pesquisa em Soberania e Segurança Alimentar e Nutricional, mais de 33 milhões de pessoas passava fome. O presidente deu declarações minimizando esses dados.
Ao mesmo tempo que seu governo foi responsável por um número significativo de privatizações (entre as quais a da Eletrobrás) e concessões públicas e segundo Ernesto Lozardo, ex-presidente do Ipea e professor da FGV em São Paulo, ter modernizado a economia brasileira, algumas medidas econômicas do seu governo foram na direção contrária da que ele prometeu na campanha de 2018. A principal foi uma PEC que aumentou benefícios sociais poucos meses antes da eleição de 2022. Os principais legados econômicos do governo Bolsonaro são o aumento na desigualdade social, da pobreza e da inflação, queda do desemprego e da renda per capita e crescimento médio do PIB de cerca de 1,5% ao ano. A desigualdade social, a pobreza e a renda per capita atingiram os piores níveis desde 2012.

### Relações internacionais
Durante a campanha presidencial de 2018, Bolsonaro disse que faria mudanças consideráveis nas relações internacionais do Brasil, dizendo que que o país deveria parar de "louvar ditadores" e "atacar democracias". Bolsonaro fez sua primeira viagem internacional como presidente para Israel, ao mesmo tempo em que afirmou que o Estado da Palestina "não é um país, então não deveria haver embaixada [brasileira]" e que "não negocia com terroristas".
Bolsonaro é um grande apoiador do presidente dos Estados Unidos, Donald Trump. e foi considerado o candidato mais pró-americano no Brasil desde a década de 1980. Durante uma manifestação de campanha em outubro de 2017 em Miami, na Flórida, ele saudou a bandeira dos Estados Unidos, enquanto gritava "USA! USA!" para uma grande multidão.
No nível regional, ele elogiou o ex-presidente argentino, Mauricio Macri, por encerrar o regime de doze anos de Néstor e Cristina Fernández de Kirchner, que ele considerava semelhante a Lula e Rousseff. Embora ele não tenha planos de deixar o Mercosul, ele criticou o bloco por considerar que ele priorizava questões ideológicas em vez de questões econômicas. Um ferrenho anticomunista, Bolsonaro também condenou o atual regime que governa Cuba.
Apesar de ter demonstrado desconfiança em relação à China durante toda a campanha presidencial, alegando que o país asiático "[quer] comprar o Brasil". afirmou que desejava continuar a negociar com os chineses.

### Meio ambiente

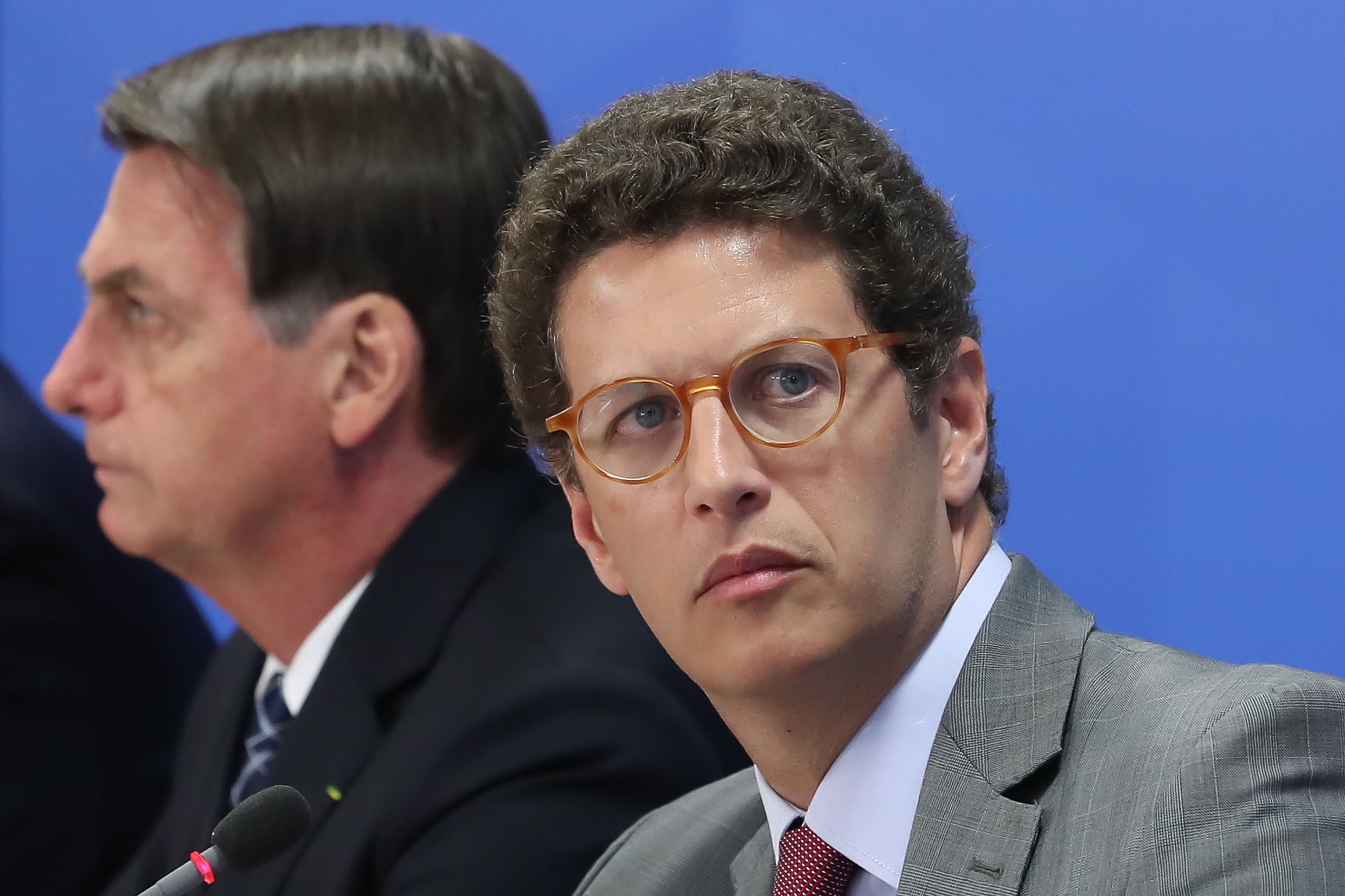
O Ministro do Meio Ambiente, Ricardo Salles, afirmou que as mudanças climáticas não são um tema prioritário.

Inicialmente, Bolsonaro cogitou a possibilidade de extinguir o Ministério do Meio Ambiente, ideia que ganhou força em novembro durante o governo de transição, mas recuou na decisão. No entanto, o departamento de Educação Ambiental do Ministério do Meio Ambiente foi incorporado pela Secretaria de Ecoturismo, enquanto que o Serviço Florestal Brasileiro foi transferido do Ministério do Meio Ambiente para o Ministério da Agricultura. Em 2021, o presidente saiu em defesa do ministro Ricardo Salles, que estava sob suspeita de cometer crimes de corrupção, advocacia administrativa, prevaricação e facilitação de contrabando.
A política ambiental do governo Bolsonaro foi intensamente criticada por cientistas e especialistas na área, que a descreveram como desastrosa, embora tenha recebido apoio de diversos setores econômica e politicamente influentes, como o agronegócio e a mineração. A legislação ambiental foi amplamente erodida; as estruturas de normatização e fiscalização, incluindo o Ministério do Meio Ambiente, a Funai e o Ibama perderam poderes e foram enfraquecidos e desacreditados pelo próprio governo; o financiamento para o setor foi reduzido; e a maior parte dos recursos disponíveis nos fundos ambientais deixou de ser aplicada.
Bolsonaro dissolveu a Secretaria de Mudanças Climáticas; cortou 93% da verba para pesquisa em mudanças climáticas, e promoveu negacionismo sobre o problema do aquecimento global. Suas políticas põe em risco o cumprimento dos compromissos internacionais assumidos pelo Brasil na redução da emissão de gases estufa.

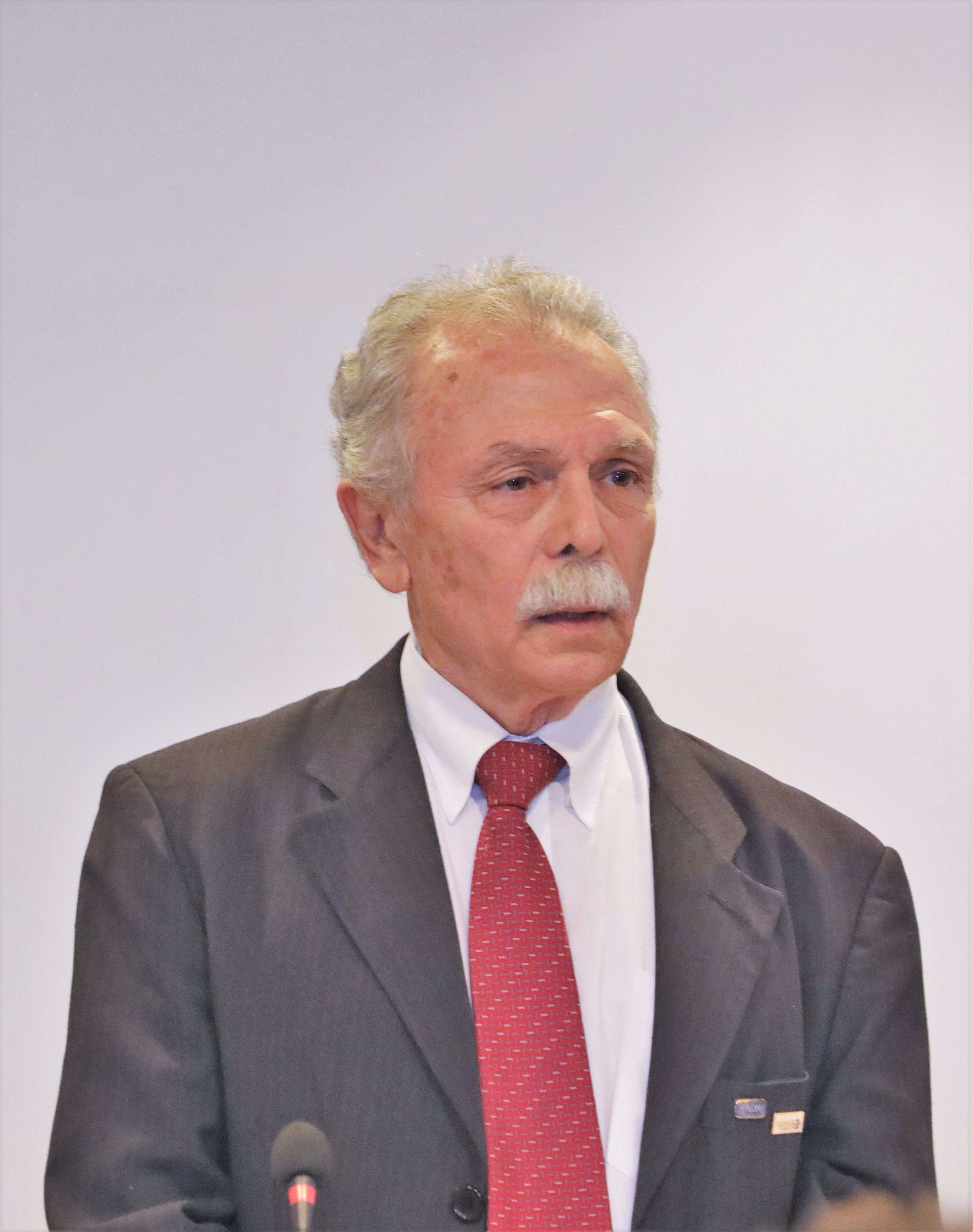
Ricardo Galvão, ex-diretor do Instituto Nacional de Pesquisas Espaciais, foi exonerado após divulgação de dados que mostravam o desmatamento na Amazônia.

Sob seu governo, as taxas de desmatamento atingiram recordes; o desmatamento na Amazônia cresceu 56,6%. Os níveis em 2021 eram os maiores desde 2006, e entre 2019 e 2021 o país perdeu 42 517 km2 de florestas. Prometeu em campanha acabar com uma suposta "indústria de multas ambientais", e em seu governo a aplicação de multas foi quase completamente paralisada. Segundo levantamento do Monitor da Fiscalização, de janeiro de 2019 a março de 2022, 98% dos alertas de desmatamento registrados no Brasil não foram fiscalizados. Bolsonaro também disseminou desconfiança sobre os dados de satélite de desmatamento coletados pelo Instituto Nacional de Pesquisas Espaciais, que são universalmente reconhecidos como precisos. A maior parte do desmatamento ocorreu para possibilitar a expansão agropecuária. Grilagem, retirada de madeira, mineração, garimpo e invasões de terras indígenas também foram causas importantes. O desmatamento está intimamente associado ao grande aumento na taxa de violência no campo, incluindo crime organizado, com ameaças, ataques e assassinatos contra trabalhadores, jornalistas, ativistas do ambiente, povos indígenas e comunidades tradicionais.
Grande parte do desmatamento é feito por queimadas. Durante o mês de agosto de 2019, os incêndios na Amazônia tornaram-se foco de intensas críticas às políticas de Bolsonaro para a área de floresta tropical. O Brasil registrou mais de 72 000 incêndios em 2019, um aumento de 84% em relação ao mesmo período de 2018. Em cinco dias, em agosto, houve 7 746 incêndios. A preocupação levou Angela Merkel a apoiar o pedido de Emmanuel Macron para colocar os incêndios na Amazônia na agenda da cúpula do G7, depois que o presidente francês disse que a situação representava uma crise internacional. Em resposta, o presidente Jair Bolsonaro — que se autodenominou, ironicamente, "Capitão Motosserra" — acusou Macron de ter uma "mentalidade colonialista" e disse-lhe para ficar de fora dos negócios brasileiros.
Depois disso, o governo de Bolsonaro lançou uma campanha global de relações públicas para tentar convencer o mundo de que tudo está sob controle. Bolsonaro divulgou uma teoria conspiratória sobre a onda de incêndios dizendo que "no meu entender pode ter sido potencializada por ONGs, porque eles perderam grana, qual é a intenção? Trazer problemas para o Brasil", salientando que Leonardo DiCaprio teria dado "o dinheiro" para queimar a Amazônia. De acordo com o Monitor do Fogo, nos anos seguintes a situação continuou crítica. A área total queimada no país de janeiro a outubro de 2022, totalizando todos os biomas, foi maior que o estado do Ceará. No ano anterior, as perdas já haviam sido quase tão vastas, apenas 11% menores. Na Amazônia os incêndios em 2022 aumentaram 111% em relação ao ano anterior, com 2 milhões de hectares queimados.
O presidente atacou os povos indígenas, instituições e ONGs ambientais, e divulgou muitas informações falsas ou distorcidas para justificar suas políticas. A má gestão ambiental desencadeia sérios impactos negativos para a biodiversidade, o clima, a população, a agricultura, a economia e a imagem do Brasil no exterior. A repercussão internacional da sua atuação na questão ambiental e climática foi amplamente negativa.

### Educação

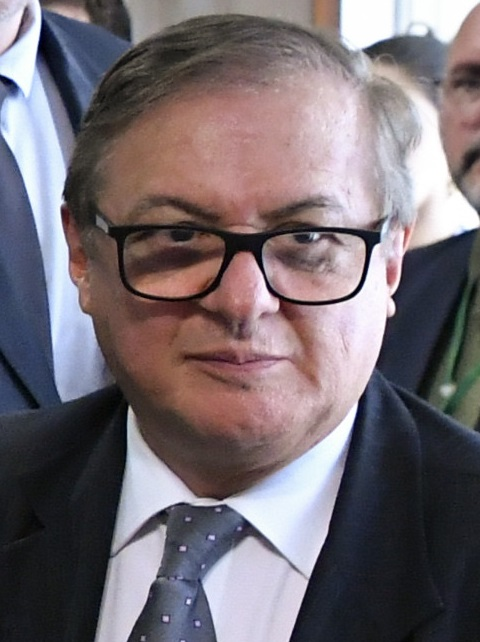
Ricardo Vélez, ex-ministro da Educação, disse que pretendia fazer uma "revisão" dos livros didáticos de História.

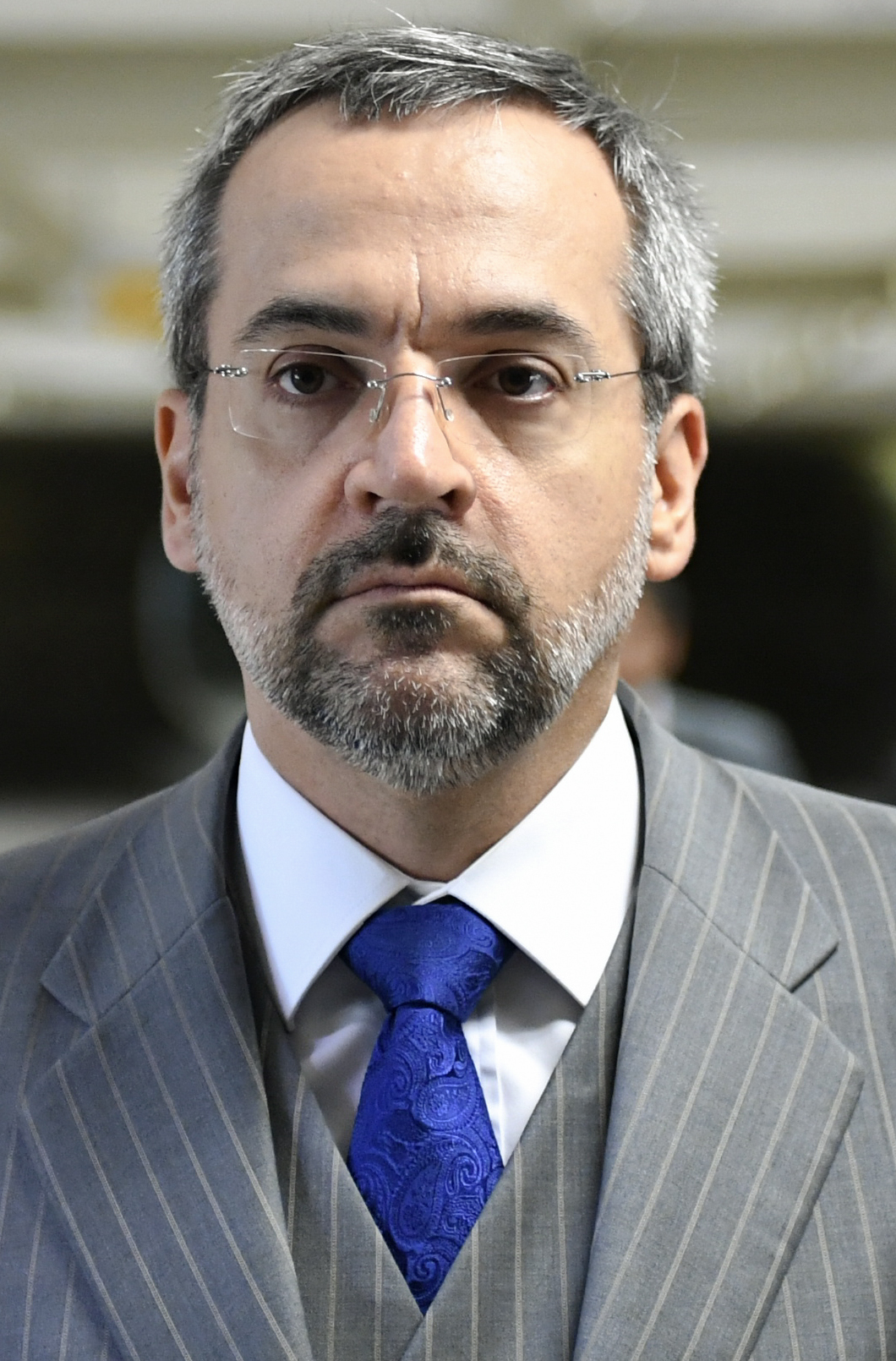
Abraham Weintraub anunciou cortes de 30% em universidades federais que "estiverem fazendo balbúrdia"

O governo Bolsonaro preparou um projeto de lei para regulamentar o ensino domiciliar no Brasil, com os requisitos mínimos que pais ou responsáveis legais devem cumprir, tais como o cadastro em uma plataforma a ser desenvolvida pelo Ministério da Educação e a possibilidade de avaliação. Em 2018, no entanto, o Supremo Tribunal Federal (STF) decidiu não reconhecer o ensino domiciliar, por não haver no país previsão constitucional sobre o tema. Durante a discussão no STF, manifestaram-se contrárias ao homeschooling a Advocacia-Geral da União (AGU) e a Procuradoria-Geral da República.
Em 3 de abril de 2019, o então Ministro da Educação, o colombiano Ricardo Vélez, afirmou que os livros didáticos de História passariam por uma revisão para que as crianças "possam ter a ideia verídica, real, do que foi a sua história" e citou como exemplo o golpe de 1964, que classificou como 'constitucional', e a ditadura militar, que disse ter sido 'um regime democrático de força'. A fala do ministro irritou a cúpula militar por criar um "desgaste desnecessário". Em 8 de abril de 2019, Vélez foi demitido do MEC.
No final de abril, a nova gestão do Ministério da Educação, sob o comando de Abraham Weintraub, anunciou o bloqueio de 30% na verba das instituições de ensino federais, entre as sessenta universidades e os quase quarenta institutos em todo o país. Inicialmente, o ministro havia anunciado o corte de verbas da UFF, UFBA e UnB, que, segundo ele, "estiverem fazendo balbúrdia". Posteriormente, o corte foi ampliado para todas as universidades federais. Segundo a Associação Nacional dos Dirigentes das Instituições Federais de Ensino Superior (Andifes), o contingenciamento atingiu 20% da verba para custeio (ou seja, serviços de manutenção, limpeza, segurança, entre outros), e 90% da verba de investimento. Em maio, o MEC anunciou que também estudava "descentralizar" investimentos aos cursos de filosofia e sociologia, o que mobilizou um manifesto contrário à proposta assinado por representantes de universidades com prestígio mundial, como Harvard, Yale, MIT, Oxford, Cambridge, Sorbonne, Columbia e Berkeley.
O ministro Milton Ribeiro, o quarto a ocupar a pasta, atuou de 16 de julho de 2020 até 28 de março de 2022. Pouco depois de sua saída do Ministério, em junho de 2022, Ribeiro foi preso preventivamente, sendo acusado de corrupção passiva, prevaricação, advocacia administrativa e tráfico de influência, alegadamente organizando um "gabinete paralelo" composto por pastores evangélicos, que opinavam na distribuição de verbas federais destinadas à educação e intermediavam encontros com autoridades. O escândalo ficou conhecido como o "Bolsolão do MEC". Após a divulgação do caso, dez prefeitos denunciaram esquemas de pastores no MEC.
Desde 2019 as universidades perderam 25% do seu orçamento. O governo cortou quase R$ 5 bilhões do orçamento de 2021 do Ministério, e em 2022 cortou 2,4 bilhões. Em 2021 o orçamento destinou 220 milhões para a educação infantil, em 2022 a verba caiu para 100 milhões, e para 2023 foram previstos 2,5 milhões. Além disso, em 2019 o MEC deixou de aplicar quase 7,9 bilhões do valor autorizado para a educação básica, e em 2021 não executou 6 bilhões. A atuação do governo no campo da educação recebeu muitas críticas, sendo acusado também de não procurar o diálogo com os estudantes, a sociedade civil e os governos locais; de atacar e perseguir professores e pesquisadores; de promover a difamação das instituições de ensino; e de interferir na autonomia universitária.
Segundo os pesquisadores Ximenes & Lindquist, "o baixo orçamento da educação, cortes e execução precária foram uma marca da gestão Bolsonaro no Ministério da Educação. De Abraham Weintraub justificando que não havia corte, mas 'contingenciamento', a Milton Ribeiro alegando que a melhora na educação brasileira 'não é questão de dinheiro', o desprestígio orçamentário perpassou as várias trocas no comando do MEC. Este cenário de descaso com o orçamento da educação é coerente com a fragilidade das políticas educacionais e com os indícios de corrupção que colocaram o MEC negativamente nas manchetes". Para a Associação dos Professores Universitários da Bahia, "o desempenho pífio do governo Bolsonaro na Educação é comprovado pelos números, com seu governo apresentando piora em praticamente todos os índices. [...] Enquanto nos países mais desenvolvidos professores de todos os níveis são valorizados pela sociedade, no Brasil, houve uma inversão nos últimos anos. As redes de ódio, estimuladas por programas como o Escola Sem Partido, por milícias digitais como o MBL e por políticos como Jair Bolsonaro conduziram parte da sociedade a atacar sistematicamente os profissionais da educação".

### Cultura

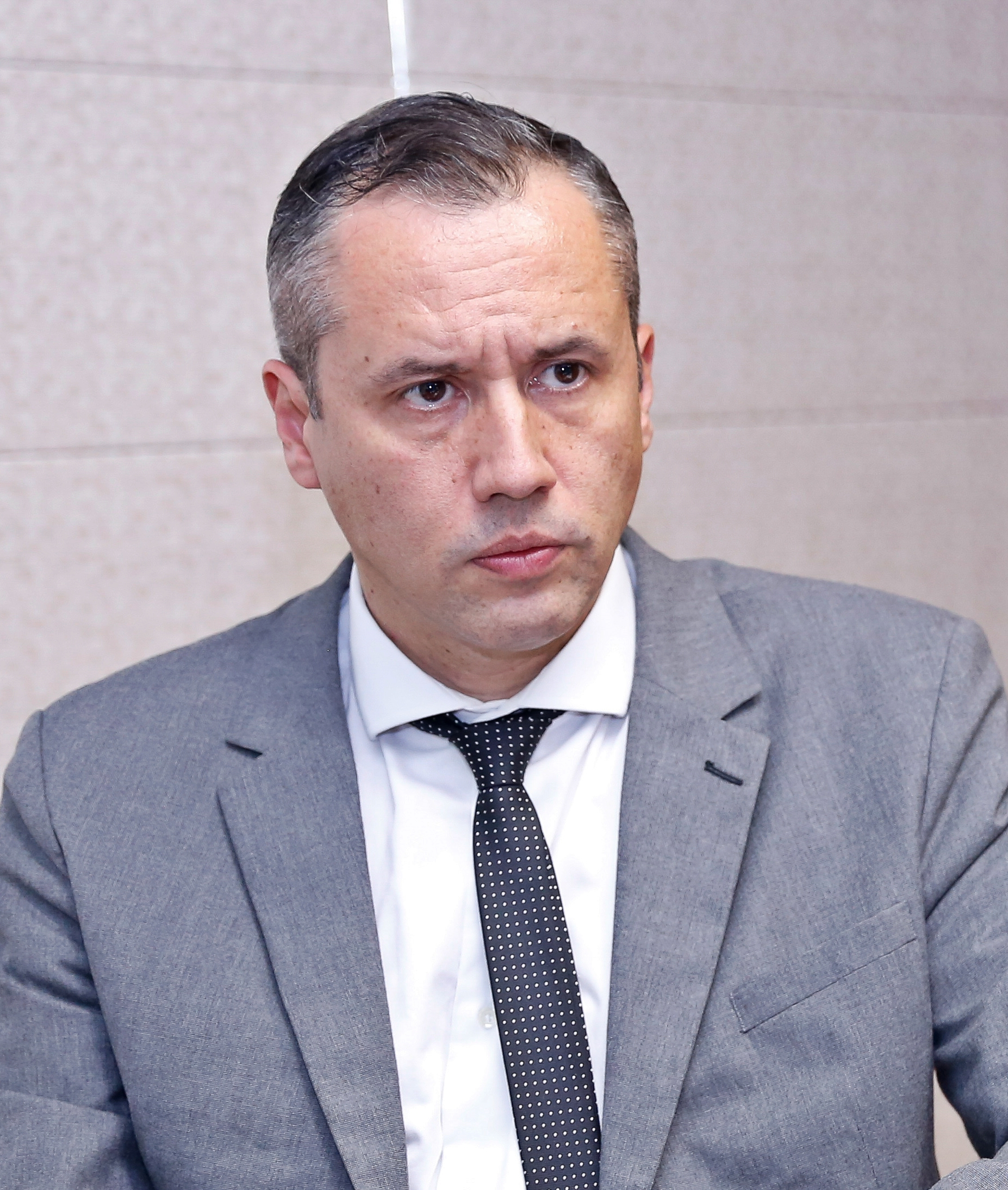
Roberto Alvim foi exonerado do cargo de secretário de Cultura após publicar um vídeo institucional reproduzindo falas, ambientação e postura que remetiam ao político nazista Joseph Goebbels

O governo Bolsonaro extinguiu o Ministério da Cultura juntamente com os Ministérios do Esporte e do Desenvolvimento Social, sendo os três fundidos na estrutura do Ministério da Cidadania. Após o anúncio, secretários da Cultura de dezoito estados lançaram um manifesto pedindo a manutenção do órgão. Em 1.º de janeiro de 2019, a partir da reforma administrativa do governo recém-empossado, o MinC foi oficialmente extinto pela medida provisória n.º 870, publicada em edição especial do Diário Oficial da União. Dentro do Ministério da Cidadania, foi criada a Secretaria de Cultura, que depois foi transferida para o Ministério do Turismo.
No dia 19 de julho de 2019, Bolsonaro afirmou que, se o governo não puder impor algum "filtro" nas produções audiovisuais brasileiras, por meio da Agência Nacional do Cinema (Ancine), ele "extinguiria" a agência, o que só pode acontecer com aprovação do Congresso. Bolsonaro afirmou ainda que pretendia transferir a sede da agência do Rio de Janeiro para Brasília e criticou o uso do dinheiro público para fazer "filmes pornográficos", como "o da Bruna Surfistinha", além de ter defendido que o cinema nacional passe a falar dos "heróis brasileiros". As declarações de Bolsonaro sobre a Ancine causaram repercussão negativa no setor. Duas das maiores revistas sobre cinema e entretenimento nos Estados Unidos, a The Hollywood Reporter e a Variety, dedicaram reportagens à ameaça de Bolsonaro de extinguir a agência e ao seu comentário sobre a necessidade de criação de "filtros" na seleção de filmes que o órgão apoia. No dia 2 de agosto, no entanto, Bolsonaro declarou que poderia recuar na decisão de extinguir a Ancine, porque o "audiovisual emprega muita gente".
Em agosto, após o então diretor e presidente da Ancine, Christian de Castro, ter sido afastado do cargo por decisão judicial, Bolsonaro disse que queria um nome "terrivelmente evangélico" para substituí-lo. Em 16 de janeiro de 2020, Roberto Alvim, o então secretário especial da Cultura, publicou um vídeo nas redes sociais em que parafraseia trechos de um discurso feito a diretores de teatro em 1933 por Joseph Goebbels, ministro da Propaganda da Alemanha Nazista. Além disso, durante o vídeo em questão, a música de fundo era a ópera Lohengrin, do compositor Richard Wagner, também associada ao nazismo.

### Pandemia de COVID-19

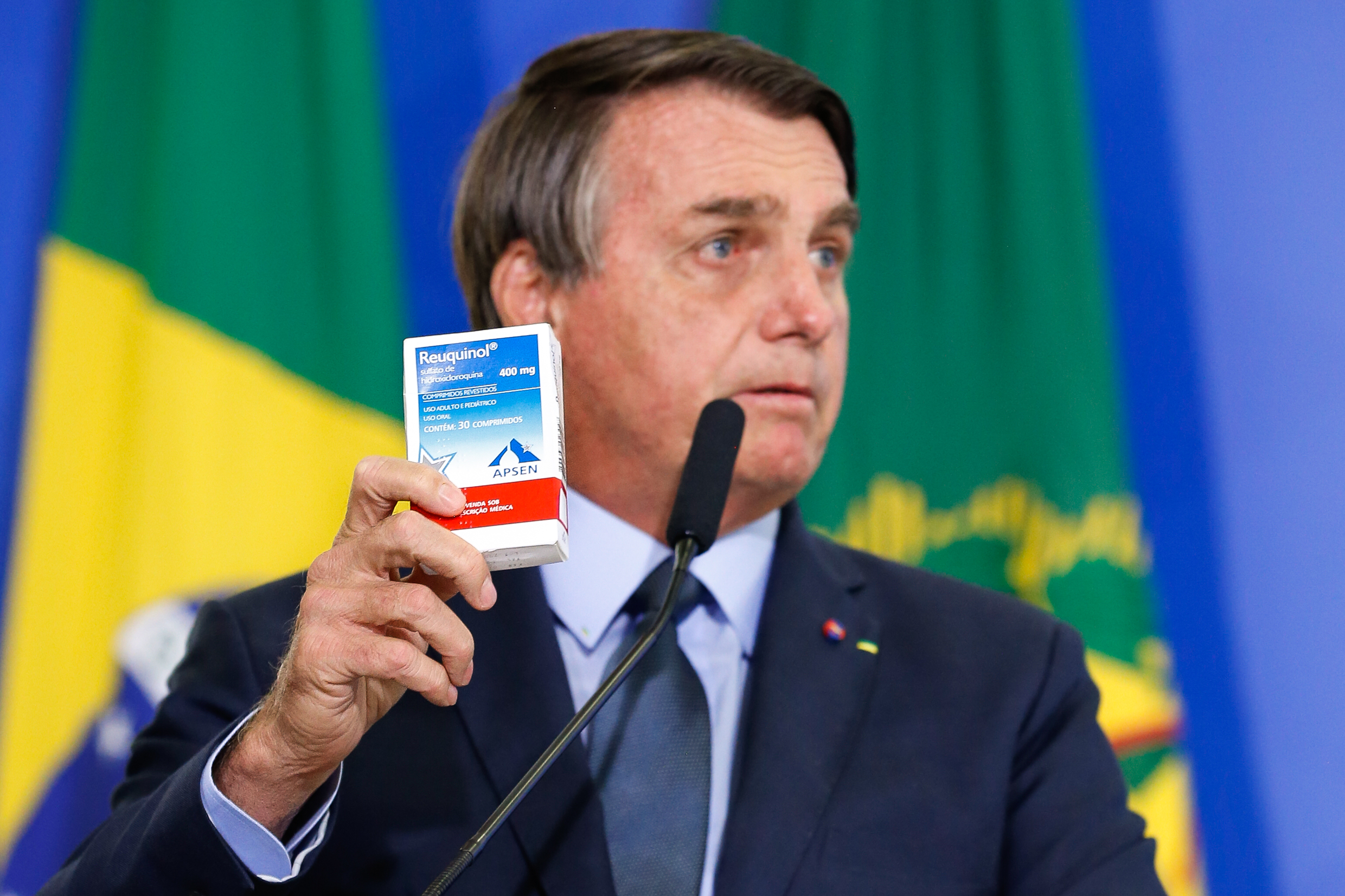
Jair Bolsonaro segurando uma caixa de cloroquina, parte do chamado "Kit Covid", em setembro de 2020, durante a pandemia de COVID-19 no Brasil

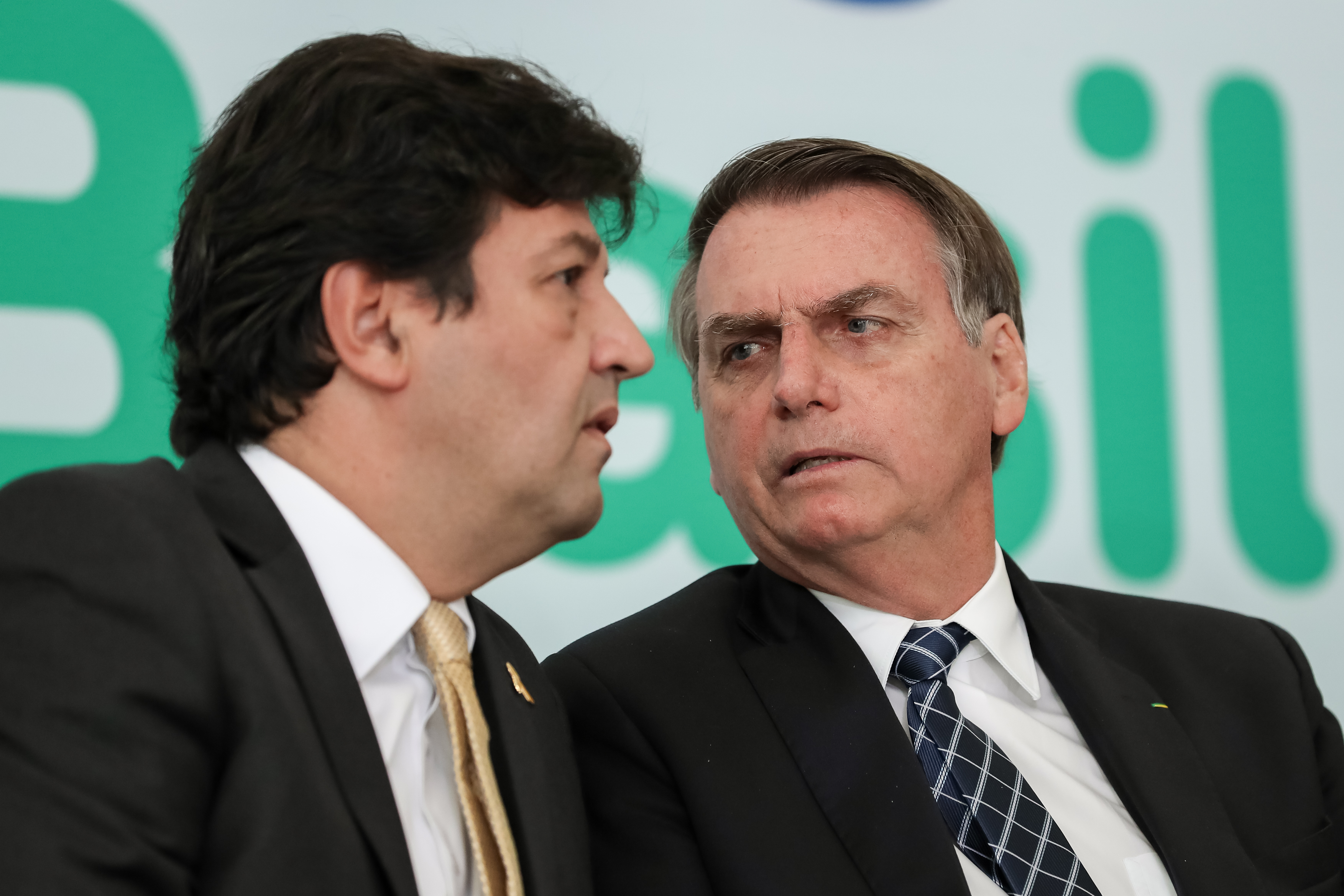
Luiz Henrique Mandetta, ministro da Saúde, e Jair Bolsonaro na cerimônia de lançamento do programa Médicos pelo Brasil em agosto de 2019

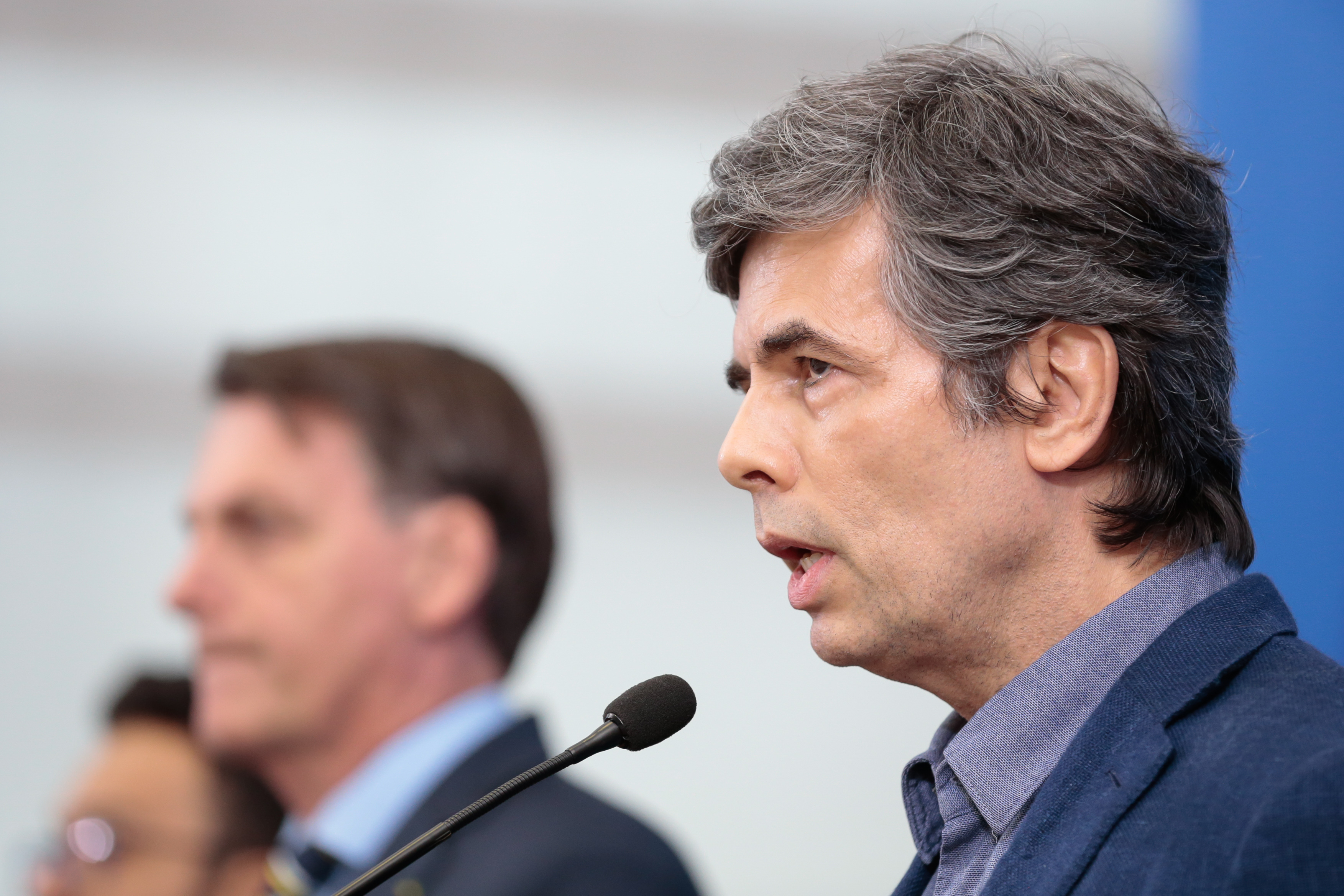
Bolsonaro (ao fundo) durante a cerimônia de nomeação de Nelson Teich como novo ministro da Saúde em abril de 2020

Desde o início da pandemia de COVID-19 no Brasil, Bolsonaro emitiu várias declarações controversas que vão desde o negacionismo e a omissão do número de mortes alegando que não estão nas proporções cientificamente reconhecidas pela Organização Mundial da Saúde, até mesmo alegações consideradas pseudocientíficas sobre as medidas de proteção, como o uso de máscara de proteção, o distanciamento social e a bioimunização com uso de vacinas, questionando a sua eficácia e a sua origem chinesa. Bolsonaro também demitiu dois ministros da saúde em menos de um ano por discordar de medidas de distanciamento social e porque eles não defenderam tratamentos sem eficácia comprovada.
Após participar de manifestações a favor de si próprio ocorridas no dia 15 de março de 2020, Bolsonaro disse que, apesar de preocupante, há um "superdimensionamento" e "histeria" em relação à situação do coronavírus. Ele foi criticado por várias autoridades pela atitude de quebrar o isolamento e ir às ruas, que foi chamada de "atentado à saúde pública" por Rodrigo Maia, presidente da Câmara dos Deputados, e de comportamento "inconsequente" por Davi Alcolumbre, presidente do Senado.
No dia 18 de março, Bolsonaro respondeu às críticas ao dizer: "Eu como chefe do Executivo, o líder maior da nação brasileira, tenho que estar na frente, junto do meu povo. Não se surpreenda se você me ver, nos próximos dias, entrando no metrô lotado em São Paulo (SP), entrando numa barcaça na travessia Rio-Niterói em horário de pico; ou num ônibus em Belo Horizonte (MG)...". Esta postura se evidenciou contrária às recomendações do ministro da Saúde, Luiz Henrique Mandetta, que sempre defendeu o isolamento social para evitar o rápido crescimento de casos de infecção pelo vírus e que foi demitido por Bolsonaro por conta disso.
Nos dias 17 e 18 de março, ocorreram panelaços contra Bolsonaro em várias capitais brasileiras por conta da postura do governo em relação à pandemia. Houve também, em número bem menor, manifestações favoráveis a Bolsonaro. O ato se repetiu entre os dias 19 e 21 de março. Em pronunciamento no dia 19 de março, disse que os atos fazem parte da "democracia" e que não será uma "gripezinha" que irá derrubá-lo. Em duas ocasiões, Bolsonaro também imitou pessoas com falta de ar para fazer referência a pacientes com COVID-19.
Em abril, Nelson Teich foi nomeado como novo ministro da Saúde. Em maio, no entanto, Teich pediu demissão do Ministério da Saúde, após ser contrariado por Bolsonaro acerca do uso da cloroquina e de medidas de distanciamento social.
Em junho, Bolsonaro voltou a minimizar a gravidade da pandemia e ameaçou sair da Organização Mundial da Saúde (OMS). Em julho, depois de febre, dores musculares e mal-estar, Bolsonaro testou positivo para coronavírus. No entanto, reportou que sua febre haveria diminuído, atribuindo a melhora à hidroxicloroquina. No mesmo mês, exibiu caixa de cloroquina para emas que viviam no Palácio do Alvorada, bem como passeou de motocicleta sem utilizar máscara, conversando com garis, enquanto estava contaminado. Pela sua postura diante do enfrentamento da doença, recebeu junto com outros oito mandatários o Prêmio IgNobel de Ensino de Medicina de 2020, uma condecoração satírica e humorística concedida a descobertas inusitadas.
Em dezembro, Bolsonaro, criticando o contrato para aquisição da vacina da Pfizer, afirmou que se a vacina transformasse pessoas em "jacarés" ou "mulheres barbadas", a empresa não teria nenhuma responsabilidade. A fala do presidente ganhou repercussão internacional e se tornou alvo de piadas.
Em outubro de 2020, após o governador João Doria anunciar uma parceria do Instituto Butantã com a empresa chinesa Sinovac para a produção da Coronavac, uma vacina contra a COVID-19, Bolsonaro obrigou Eduardo Pazuello, a terceira pessoa indicada ao cargo de ministro da Saúde em menos de um ano, a cancelar a compra da vacina no âmbito do governo federal. Bolsonaro criticou a Coronavac reiteradas vezes, questionando sua eficácia e sua origem chinesa, assim como comemorando quando os testes foram suspensos por um breve período em decorrência do suicídio de um dos participantes. Em novembro de 2020, quando o país ultrapassou a marca de 160 mil mortes, Bolsonaro voltou a proferir declarações controversas, ao afirmar que o Brasil "tem que deixar de ser um país de maricas".

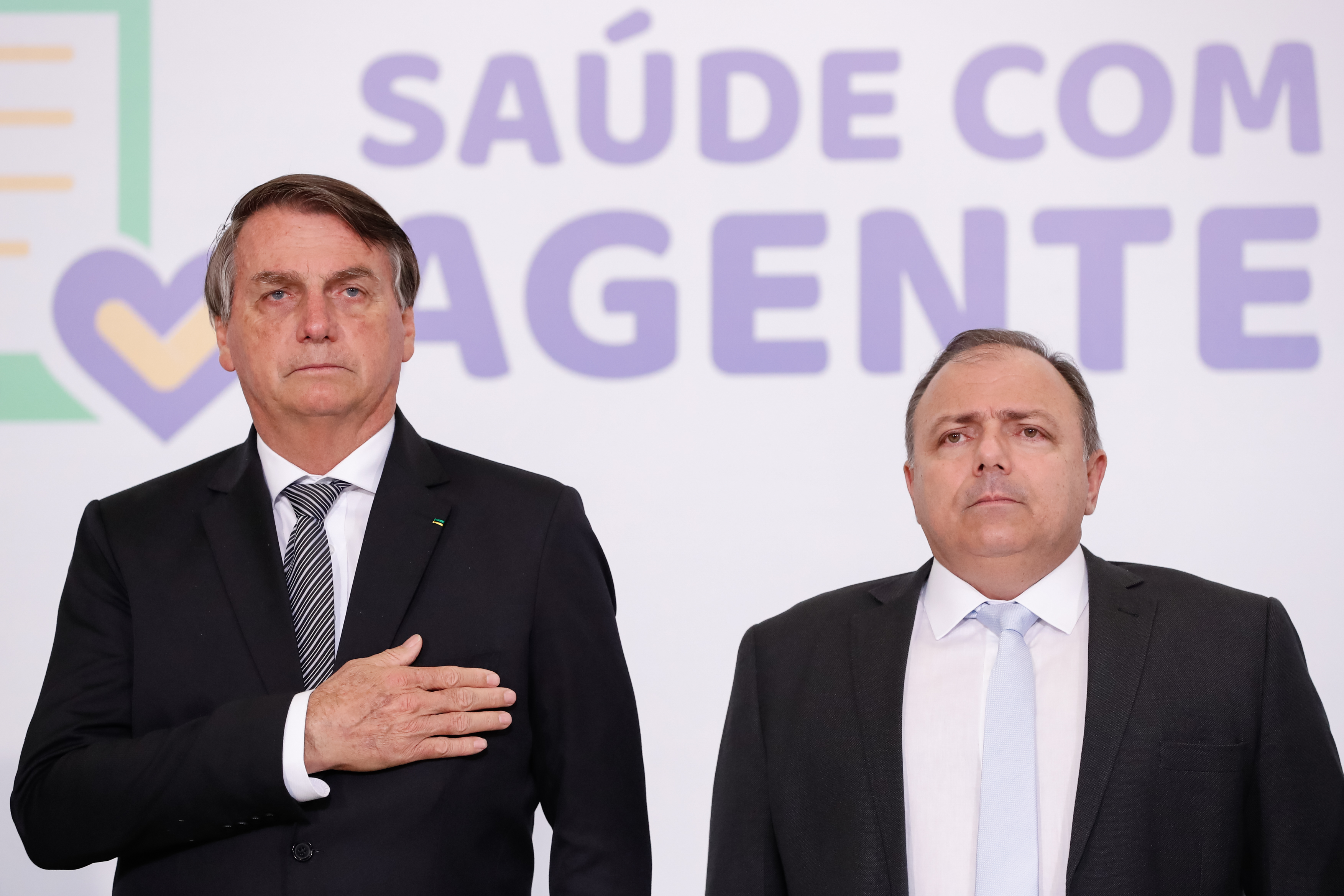
O militar Eduardo Pazuello foi o terceiro Ministro da Saúde desde o início da pandemia de Covid-19. Ele autorizou o uso de cloroquina e hidroxicloroquina para o tratamento da doença, mesmo sem evidências científicas de que isso funcionasse.

Em janeiro de 2021, Bolsonaro anunciou que seu governo compraria doses da Coronavac, a despeito de sua intensa campanha contrária ao imunizante. A Agência Nacional de Vigilância Sanitária aprovou a AZD1222 e a Coronavac em 17 de janeiro, no mesmo dia em que foi iniciada a vacinação no Brasil, em uma cerimônia realizada pelo governo de São Paulo. A chegada da vacina da Oxford/AstraZeneca atrasou e, em 18 de janeiro, Bolsonaro classificou a Coronavac como "a vacina do Brasil", revertendo seu rótulo anterior, de que era a "vacina chinesa do João Doria." Neste contexto, o início da vacinação em São Paulo foi fracasso político significativo para Bolsonaro.
Após o colapso dos hospitais de Manaus em janeiro de 2021, Bolsonaro passou a ser a alvo de protestos da população. Também se intensificaram, nas manifestações, os pedidos de impeachment, tanto da população, quanto de políticos de direita e esquerda. Devido a crise em Manaus, 119 deputados (da Rede, PSB, PT, PCdoB e PDT) protocolaram um pedido de impeachment contra o presidente.
No final de fevereiro de 2021, o Brasil alcançou a marca de 250 mil mortos pela COVID-19. Poucos dias depois, com a pandemia registrando aumento acelerado de óbitos e o sistema de saúde de vários estados em colapso, Bolsonaro declarou: "Chega de frescura, de mimimi. Vão ficar chorando até quando?"

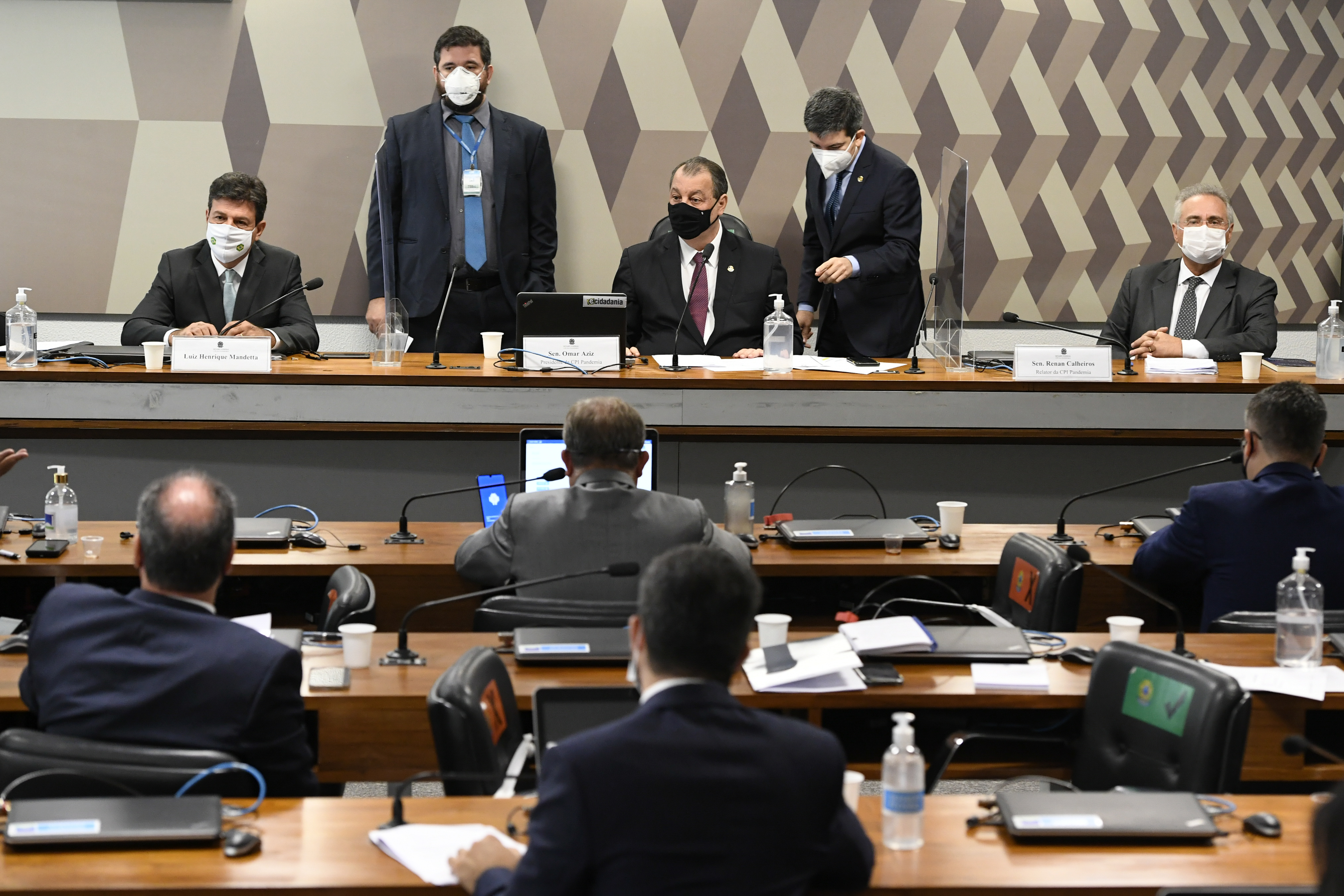
Mesa da CPI da COVID-19 no dia 4 de maio de 2021

No início de maio, o presidente informou que "os militares sabem que [o coronavírus] é guerra química, bacteriológica e radiológica" Em 21 de maio, Bolsonaro foi multado pelo governo do Maranhão por não usar máscaras e provocar aglomeração. Dois dias depois, participou de um desfile com motociclistas por vários bairros do Rio de Janeiro. O presidente, que nos dias anteriores afirmou ter novamente sentido sintomas da COVID-19 e ter tomado cloroquina para "prevenir a doença", não usou máscara, assim como a maioria dos participantes do evento. Na mesma semana, Bolsonaro declarou que o ministro da Saúde redigiria um parecer para desobrigar o uso de máscara, mas em seguida afirmou que a decisão caberia a autoridades locais e ao próprio ministro. Em 17 de junho, o presidente defendeu que contrair o vírus era mais efetivo que a própria vacina.
Por conta da postura de Bolsonaro diante da pandemia, a CPI da COVID-19, uma comissão parlamentar de inquérito que investigou supostas omissões e irregularidades nos gastos do Governo Bolsonaro durante a pandemia de COVID-19 no Brasil, foi criada em 13 de abril de 2021 e oficialmente instalada no Senado Federal em 27 de abril de 2021. Em 2 de julho de 2021, a Procuradoria-Geral da República pediu ao Supremo Tribunal Federal a abertura de um inquérito para investigar Bolsonaro pelo possível crime de prevaricação no caso do superfaturamento da vacina Covaxin, num desdobramento das investigações realizadas pela CPI da COVID-19.

### Crises

#### Rupturas com ministros, partidos e governadores

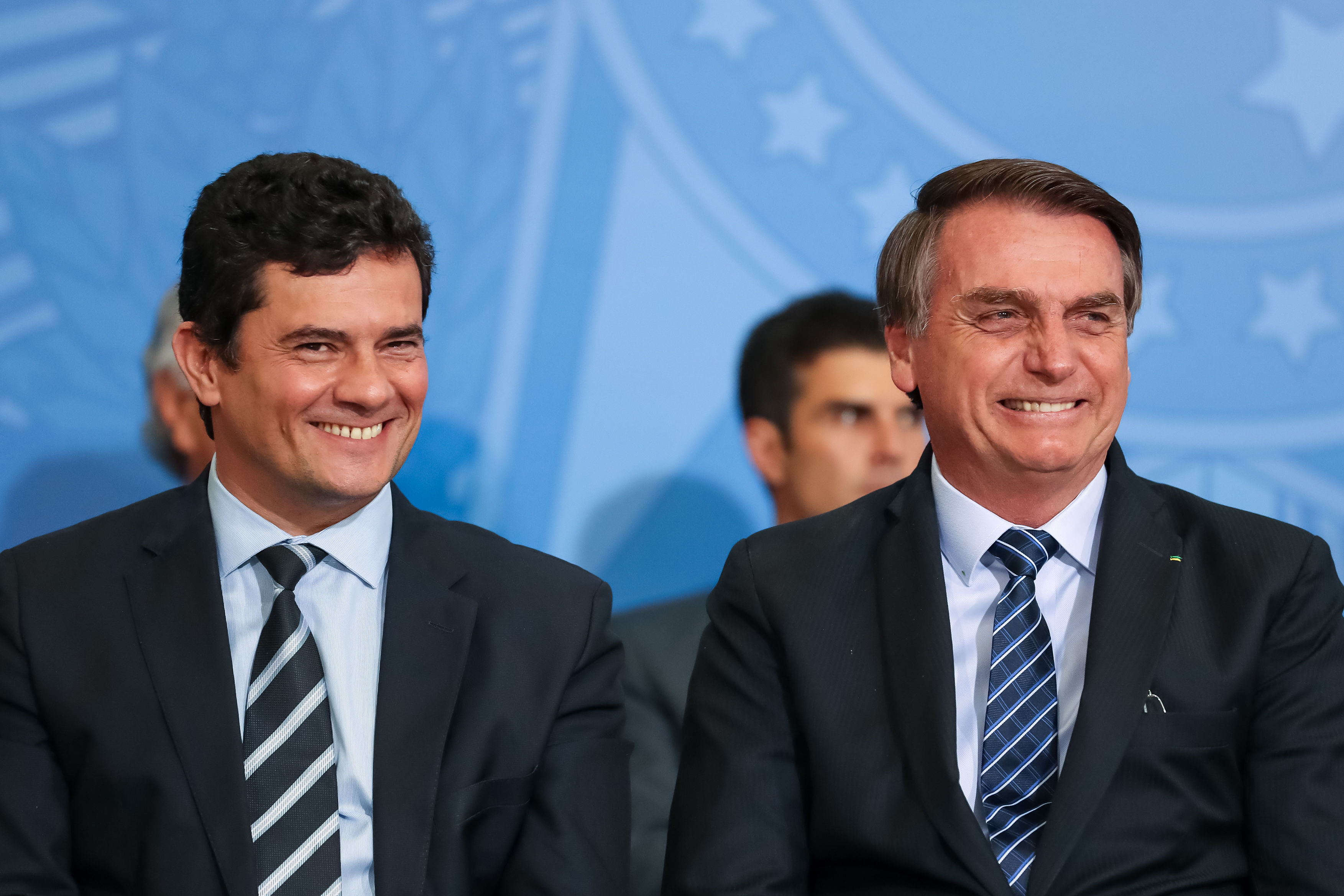
Sergio Moro, ex-Ministro da Justiça do Governo Bolsonaro.

Desde o começo, sua administração envolveu-se em uma série de controvérsias. Bolsonaro trocou nove dos ministros que havia indicado originalmente. Bolsonaro desfiliou-se do PSL em 19 de novembro de 2019, partido em que estava desde março de 2018, depois de divergências com o presidente do partido, Luciano Bivar. Foi a primeira vez desde a redemocratização do país, que um presidente da República ficou sem legenda partidária durante o exercício do mandato. Em seguida, anunciou o projeto de criação de um novo partido, a Aliança pelo Brasil (ALIANÇA), o que não foi concretizado. Em seu segundo ano de mandato, Bolsonaro minimizou os efeitos da pandemia de COVID-19 no Brasil, entrou em conflito com governadores, demitiu o médico Luiz Henrique Mandetta do Ministério da Saúde e causou a renúncia de Sergio Moro do Ministério da Justiça após exonerar Maurício Valeixo do cargo de diretor-geral da Polícia Federal.

#### Joias sauditas

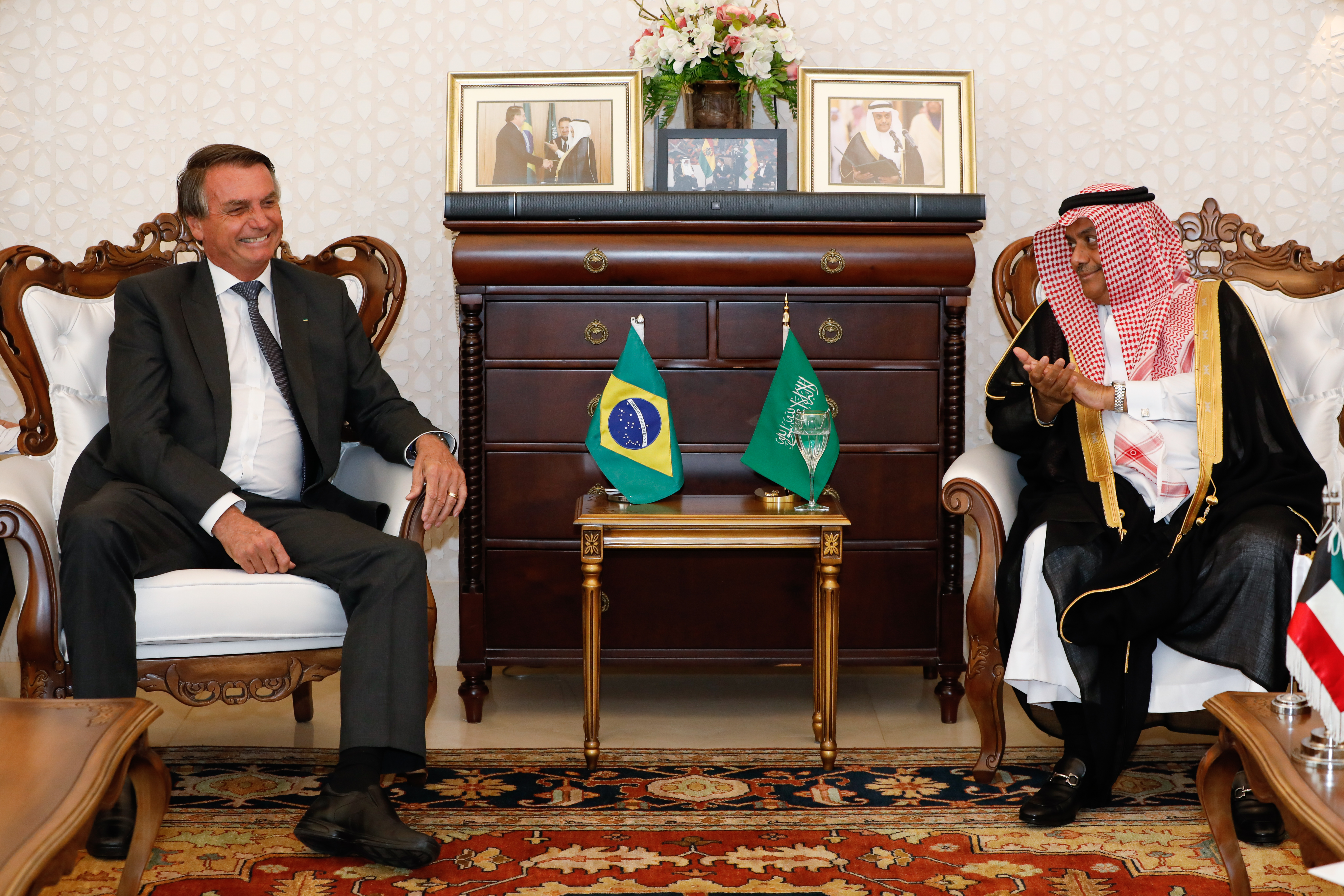
O então presidente Jair Bolsonaro almoçou na Embaixada da Arábia Saudita em Brasília no mesmo dia em que Bento Albuquerque recebia presentes na Arábia Saudita.

#### Militar
Uma crise militar foi desencadeada em março de 2021 quando as mais altas autoridades militares brasileiras renunciaram como resposta às tentativas do presidente Jair Bolsonaro de politizar as Forças Armadas. Desde o início de seu governo, Bolsonaro nomeou uma quantidade sem precedentes de militares para funções de caráter civil, buscando receber, em troca, apoio dos militares, inclusive por meio de manifestações públicas favoráveis às políticas de seu governo e contrárias às medidas adotadas pelos governadores para o enfrentamento da pandemia de COVID-19, além da defesa da decretação do Estado de Defesa, como forma de aumentar seus poderes.

#### Caso Queiroz
Caso Queiroz ou Caso Fabrício Queiroz é o nome atribuído a uma crise política deflagrada a partir de 6 de dezembro de 2018, data em que o Conselho de Controle de Atividades Financeiras (Coaf) divulgou relatório apontando movimentações atípicas no valor de 1 236 838,00 de reais entre janeiro de 2016 e janeiro de 2017 em uma conta bancária de titularidade de Fabrício Queiroz, policial militar e ex-assessor parlamentar de Flávio Bolsonaro, filho do ex-presidente Jair Bolsonaro, senador do Rio de Janeiro e deputado estadual. Na época das movimentações, Queiroz exercia as funções de motorista e segurança do político.

#### Bolsolão do MEC

Os pastores Gilmar Santos e Arilton Moura (principais suspeitos do caso de corrupção) em encontro com Bolsonaro em 2019

O bolsolão do MEC é um termo usado para se referir a um esquema de corrupção ocorrido no Ministério da Educação do Brasil (MEC) durante o governo de Jair Bolsonaro no ano de 2022.
A nomenclatura "Bolsolão do MEC" foi dada por veículos de imprensa na qual há uma alusão ao escândalo de corrupção anterior do "mensalão" ocorrido no governo Lula em junção ao sobrenome de Jair Bolsonaro, que constantemente afirma que "em seu governo não havia corrupção".

#### Tentativas de golpes de Estado
2020

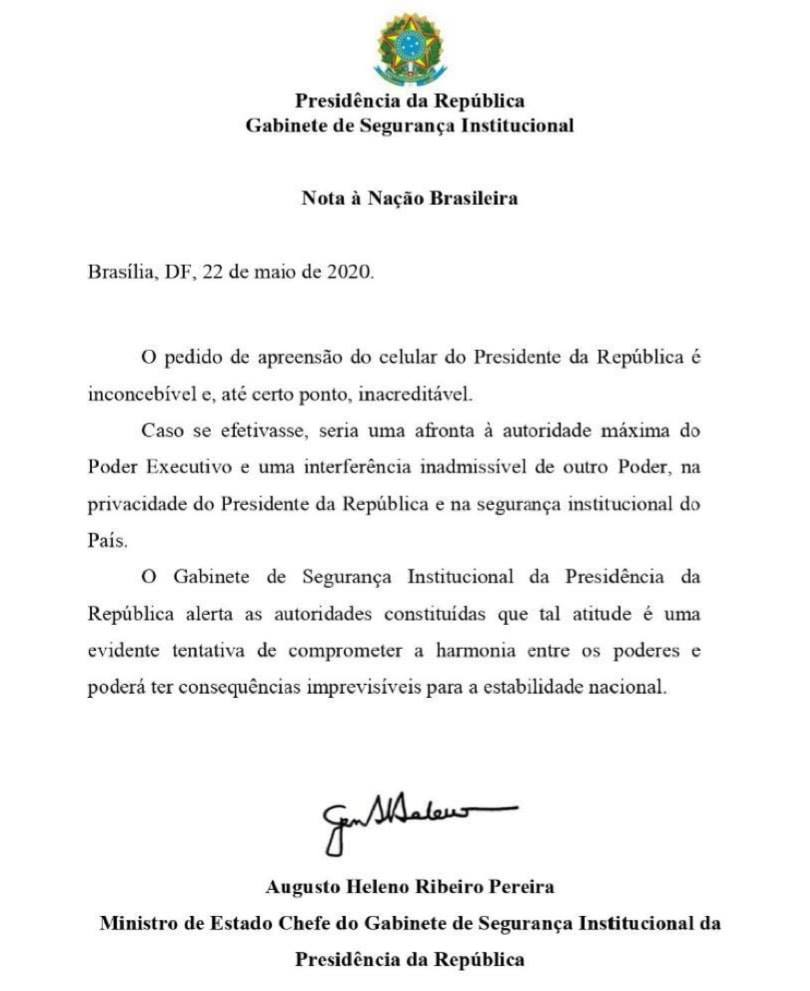
Nota à Nação Brasileira por Augusto Heleno

Uma matéria da revista Piauí de agosto de 2020, afirmou que durante uma das piores crises entre o executivo e o judiciário, o presidente se reuniu a portas fechadas com Walter Braga Netto, Luiz Eduardo Ramos e Augusto Heleno. A reunião, que teria acontecido no dia 22 de maio de 2020, teve como estopim o fato do ministro Celso de Mello consultar a Procuradoria-Geral da República para saber se deveria ou não mandar apreender o celular do presidente e do seu filho, o então vereador Carlos Bolsonaro.
Bolsonaro queria mandar tropas do exército para o Supremo Tribunal Federal porque os ministros, na sua opinião, estavam passando dos limites em suas decisões e diminuindo sua autoridade. Ao chegar no Supremo Tribunal Federal, a ideia era que os militares destituiriam os atuais onze ministros e os substitutos, militares ou civis, seriam então nomeados por Bolsonaro, ficando no cargo "até que aquilo esteja em ordem", segundo as palavras do presidente.
Na tentativa de acalmar os ânimos do presidente da República, o ministro-chefe do Gabinete de Segurança Institucional Augusto Heleno, que também é general da reserva do Exército Brasileiro, escreveu no mesmo dia em seu Twitter uma nota na qual citava os acontecimentos e fazia ameaças veladas ao Supremo Tribunal Federal. A nota gerou grande repercussão e diversas críticas tanto por parte da sociedade civil como de entidades e congressistas.

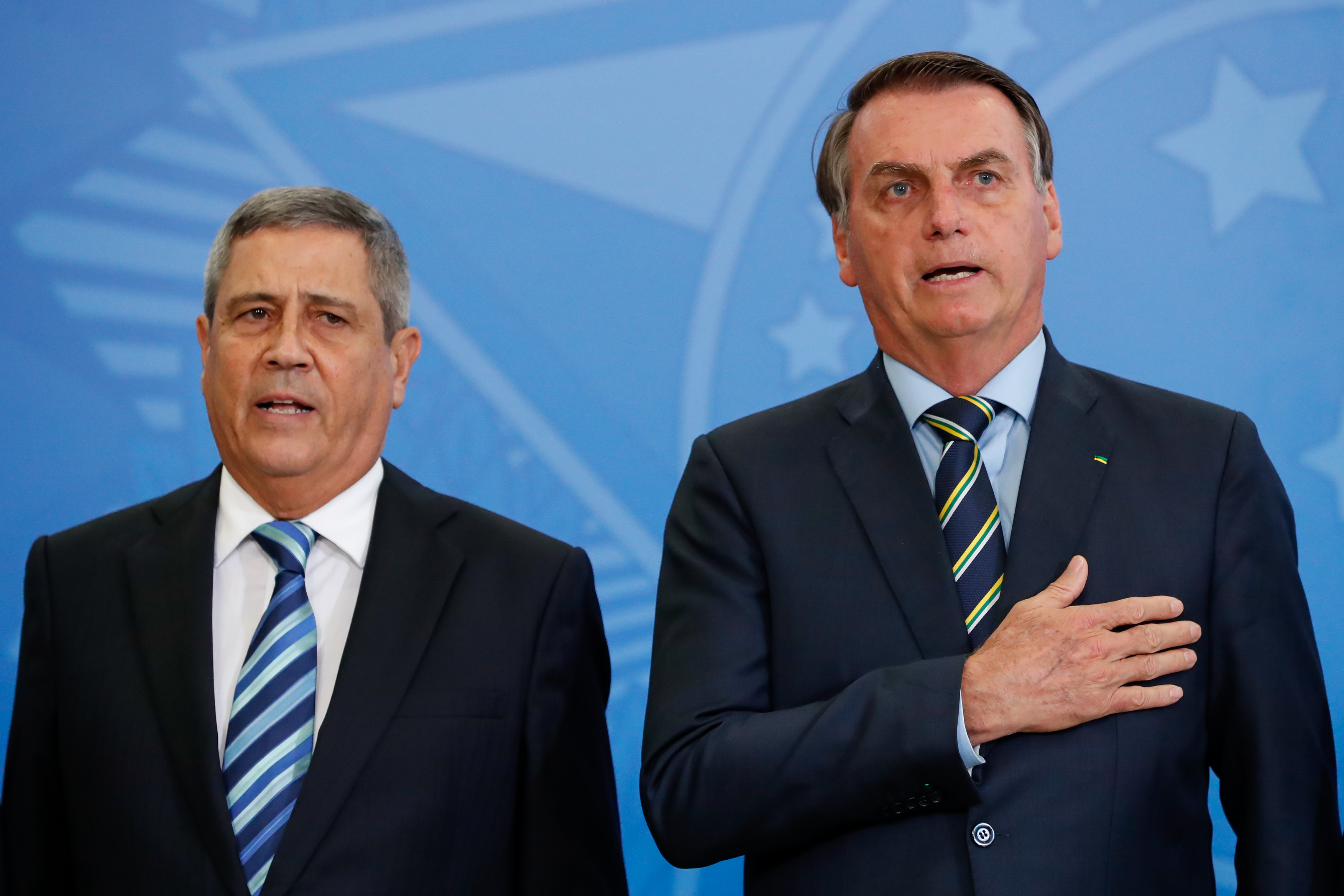
Bolsonaro e Walter Braga Netto em 2020

2022
A tentativa de golpe de Estado no Brasil em 2022–2023, também chamado de Punhal Verde e Amarelo em referência ao nome do documento de seu planejamento, foi uma série de articulações de integrantes do governo Jair Bolsonaro e das Forças Armadas ao longo e após as eleições presidenciais de 2022 com o objetivo de subverter o processo de transição do poder ao presidente eleito Luiz Inácio Lula da Silva, para manter Jair Bolsonaro na presidência. 
Os atos planejados incluíam a detenção de membros do judiciário, o fechamento de instituições de Estado, como o Congresso Nacional, e o cometimento de atentados contra a vida de Lula, do vice-presidente eleito Geraldo Alckmin e do ministro do Supremo Tribunal Federal Alexandre de Moraes.
Os planos, evidências e indivíduos envolvidos na tentativa de um golpe de Estado foram gradativamente revelados em investigações conduzidas por órgãos públicos e pela imprensa nos anos de 2023 e 2024.

## Campanha presidencial de 2022
| Turno | Partido    | Votos      | Votos      | Resultado | Ref.    |
| Turno | Partido    | Total      | %          | Resultado | Ref.    |
| ----- | ---------- | ---------- | ---------- | --------- | ------- |
| 1.º   |            | 51 072 345 | 43,20%     | 2º turno  | [ 390 ] |
| 2.º   | 58 206 354 | 49,10%     | Não eleito | [ 391 ]   |         |

A campanha presidencial de Jair Bolsonaro em 2022 foi oficializada em 24 de julho de 2022 no Rio de Janeiro. O vice na chapa foi Walter Braga Netto como candidato da federação. No dia 2 de outubro, votação do primeiro turno, seu oponente Lula foi o primeiro colocado, com 48,43% do eleitorado. Bolsonaro se classificou para o segundo turno recebendo 43,20% dos votos. No dia 30 de outubro, votação do segundo turno, Bolsonaro foi derrotado por Lula, obtendo 49,10% enquanto o rival obteve 50,90%. Bolsonaro se tornou o primeiro presidente a não conseguir se reeleger desde a instituição da reeleição em 1997 e Lula foi o primeiro presidente a ser eleito pelo voto direto três vezes.

## Pós-presidência
Em 2 de dezembro de 2022, o presidente da Câmara dos Deputados, Arthur Lira, concedeu aposentadoria a Jair Bolsonaro pelo tempo de serviço no cargo de deputado federal. O benefício, no valor bruto de 30 mil reais, soma-se ao saldo de 11 945 reais e 49 centavos que Bolsonaro já recebia como capitão reformado, totalizando cerca de 42 mil reais brutos.

### Estadia nos EUA
No dia 30 de dezembro de 2022, dois dias antes da posse de seu sucessor Luiz Inácio Lula da Silva como presidente da República, Bolsonaro viajou para Orlando, nos Estados Unidos, acompanhado da esposa Michelle e de assessores, não participando da cerimônia de posse. Foi a segunda vez, desde a redemocratização, que um presidente em fim de mandato recusou-se a passar a faixa presidencial ao sucessor, o que ocorrera da última vez em 1985, quando João Figueiredo não participou da posse de José Sarney. Até março de 2023, Bolsonaro estava dando palestras em eventos conservadores nos Estados Unidos, chegando a discursar na CPAC 2023. Bolsonaro pediu visto de turista (que tem validade de seis meses) no final de janeiro, 46 deputados dos EUA, todos democratas, pediram em carta a Joe Biden a expulsão de Bolsonaro do país após os atos golpistas de 8 de janeiro, evento em que Bolsonaro é investigado no STF como suspeito de tê-lo provocado. Bolsonaro retornou ao Brasil no dia 30 de março de 2023.

### Retorno ao Brasil
Após retornar ao Brasil em 30 de março de 2023, Jair Bolsonaro foi nomeado presidente de honra do Partido Liberal, vindo a assumir o posto em 3 de abril de 2023. Em abril, Bolsonaro prestou depoimentos em duas investigações conduzidas pela Polícia Federal: o primeiro foi dado em 5 de abril em um inquérito policial que apura o seu envolvimento uma suposta ilegalidade no recebimento de armas e joias árabes presenteadas por autoridades da Arábia Saudita e dos Emirados Árabes Unidos, enquanto que o segundo foi prestado em 26 de abril em um inquérito que apura o envolvimento do ex-presidente nos atos golpistas de 8 de janeiro.

### Inelegibilidade
No dia 30 de junho de 2023, o Tribunal Superior Eleitoral formou maioria para declarar Jair Bolsonaro inelegível até 2030 por abuso de poder político e uso indevido dos meios de comunicação durante reunião com embaixadores.

### Entrada na embaixada da Hungria
Em 25 de março de 2024, o jornal The New York Times disse que Jair Bolsonaro passou duas noites na embaixada da Hungria em Brasília, entre os dias 12 e 14 de fevereiro do mesmo ano, depois de ter sido alvo de operação da Polícia Federal sobre suposta tentativa de golpe de Estado no dia 8 daquele mês.

### Indiciamento, denúncia e interrogatório por tentativa de golpe de estado

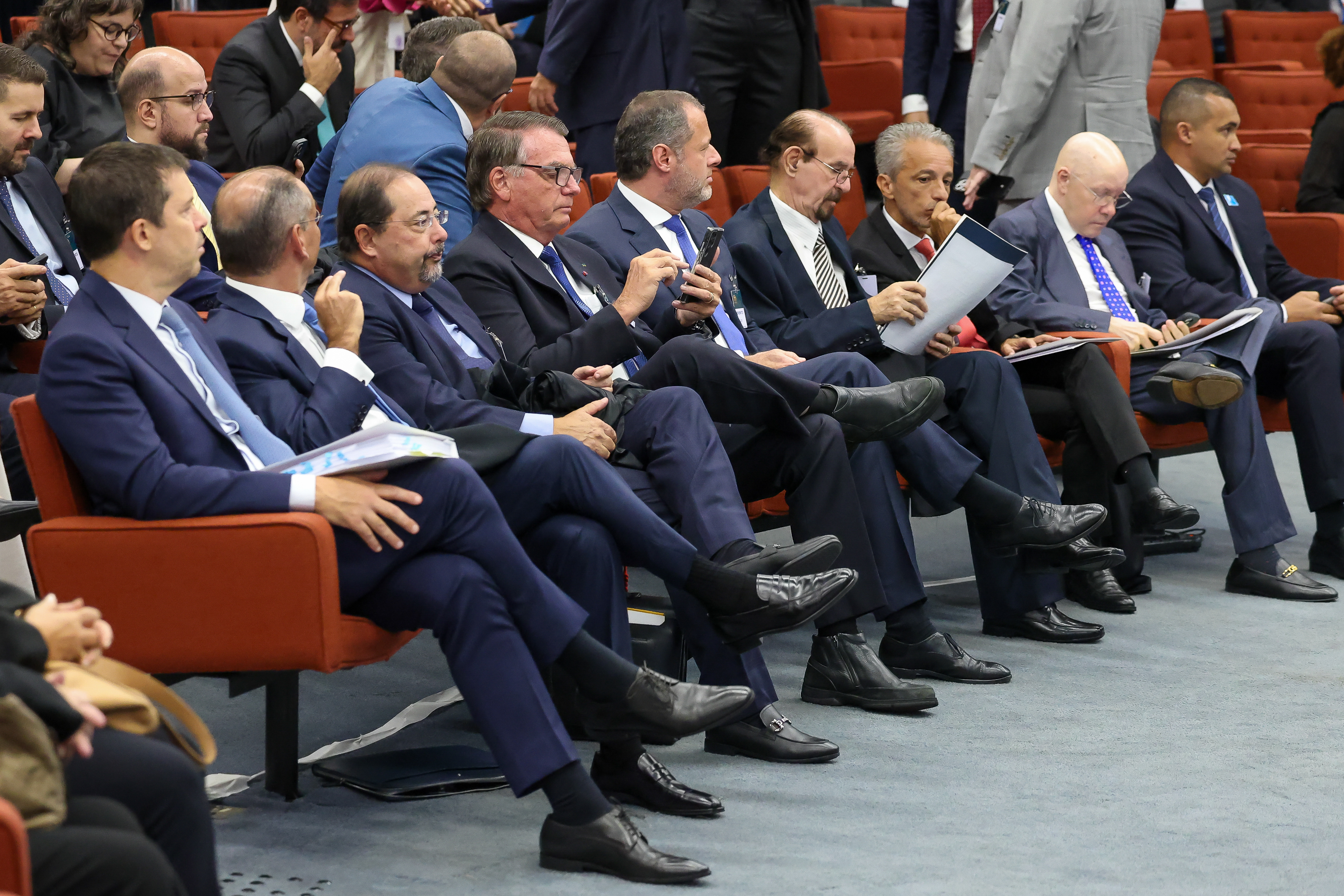
Jair Bolsonaro durante sessão que o tornaria réu, em 25 de março

No dia 21 de novembro de 2024, a PF indiciou Jair Bolsonaro e ex-integrantes de seu governo por abolição violenta do Estado Democrático de Direito, golpe de Estado e organização criminosa. O indiciamento ocorreu no âmbito do inquérito que investiga a tentativa de golpe de estado para manter Bolsonaro no poder mesmo após a derrota para Lula nas eleições de 2022.
Em 18 de fevereiro de 2025, a Procuradoria-Geral da República (PGR) denunciou oficialmente Jair Bolsonaro e outras 33 pessoas, incluindo diversos ex-integrantes de seu governo ao Supremo Tribunal Federal (STF) por organização criminosa, golpe de Estado, abolição violenta do Estado Democrático de Direito, dano qualificado e deterioração de patrimônio tombado, referentes à trama golpista para mantê-lo no poder e impedir a posse de Lula, após este vencer a eleição presidencial.

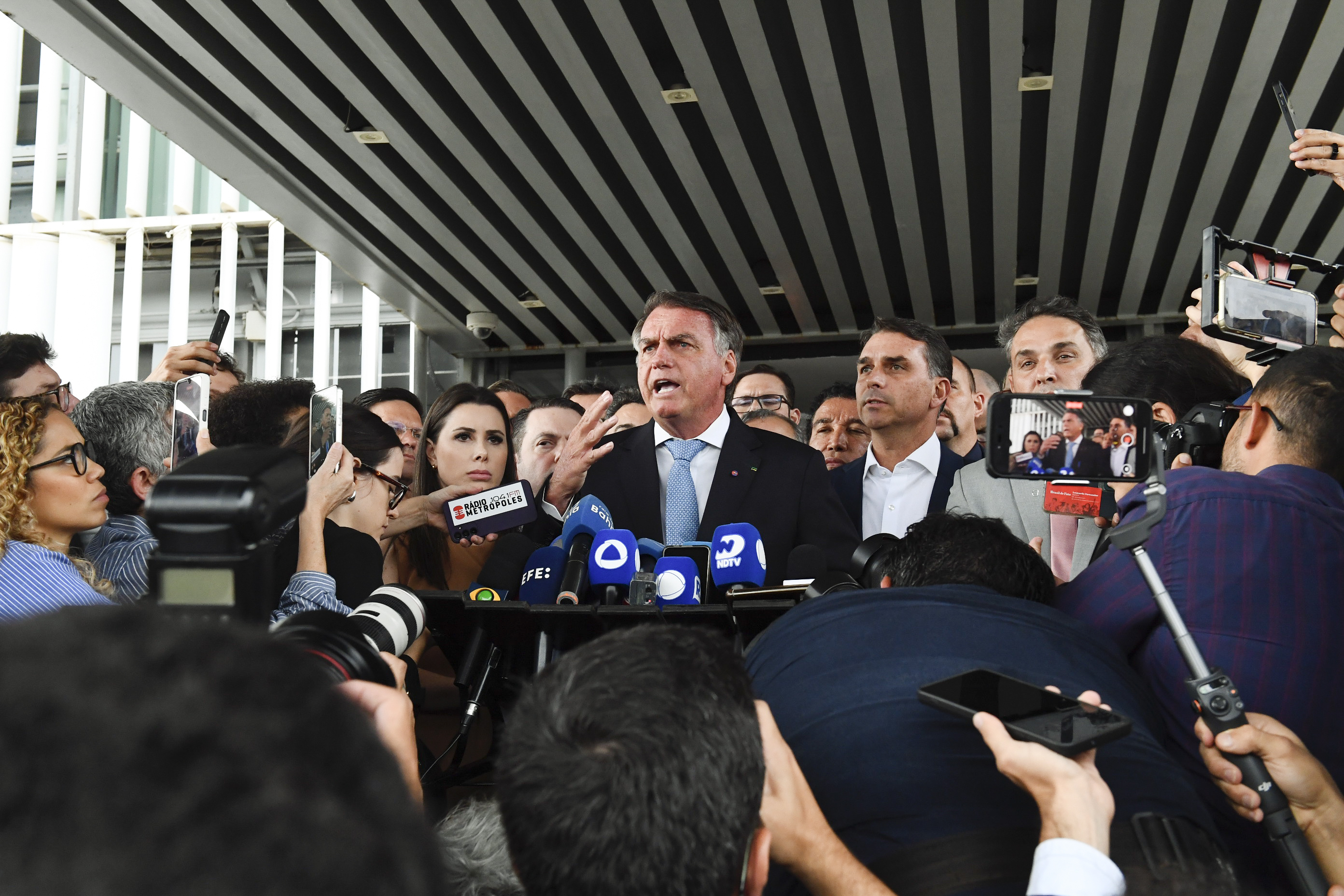
Jair Bolsonaro concede entrevista, instantes após se tornar réu

Segundo a denúncia, Bolsonaro liderava o núcleo "crucial" do plano de golpe, e havia adotado um discurso de ruptura com as instituições democráticas desde 2021, culminando nos ataques de 8 de janeiro em Brasília. A PGR ainda afirmou que Bolsonaro tinha conhecimento de um plano chamado "Punhal Verde e Amarelo", para matar o então presidente eleito Lula, seu vice Geraldo Alckmin e o ministro do STF Alexandre de Moraes, e autorizou seu prosseguimento. A denúncia também atribuiu a Bolsonaro participação direta na elaboração do texto de um decreto golpista, que teria sido utilizado para tentar angariar apoio dos comandantes das Forças Armadas a uma ruptura institucional.
Em 26 de março de 2025, a Primeira Turma do STF aceitou por unanimidade a denúncia contra o ex-presidente Jair Bolsonaro, tornando-o réu por suposta tentativa de golpe de Estado em 2022 e 2023. Além dele, também tornaram-se réus o ex-ministro da Casa Civil Braga Netto, o ex-ministro da Defesa Paulo Sérgio Nogueira, o ex-ministro do Gabinete de Segurança Institucional (GSI) Augusto Heleno, o ex-comandante da Marinha Almir Garnier, o ex-ministro da Justiça Anderson Torres e o ex-diretor da Agência Brasileira de Inteligência (ABIN) Alexandre Ramagem.
No mês seguinte, enquanto estava internado em UTI devido a uma cirurgia para desobstrução intestinal, Bolsonaro recebeu a intimação para prestar depoimento no STF. Bolsonaro externou desacordo em ser intimado enquanto hospitalizado; a intimação foi determinada pelo ministro Alexandre de Moraes após Bolsonaro ter participado de uma live, mesmo estando em um leito hospitalar.
Em 10 de junho de 2025, o presidente foi interrogado no Supremo Tribunal Federal, respondendo perguntas do relator do processo, ministro Alexandre de Moraes, do ministro Luiz Fux e do procurador-geral da república Paulo Gonet, bem como de seus advogados. O clima do interrogatório foi considerado ameno e descontraído, com o ex-presidente fazendo em alguns momentos brincadeiras.
Em 13 de agosto de 2025, os advogados de Bolsonaro pediram ao Supremo Tribunal Federal (STF) sua absolvição na ação sobre a trama golpista, alegando que houve cerceamento de defesa e ausência de provas, com a argumentação de que não tiveram pleno acesso ao processo e tempo hábil para analisar as provas. Acrescenta ainda que a “minuta do golpe” é apócrifa e nunca foi formalizada, e que as reuniões com os comandantes das Forças Armadas ocorreram apenas em um contexto de busca de “alternativas constitucionais” à derrota na eleição de 2022.

### Medidas cautelares
Em 18 de julho do mesmo ano, agentes da Polícia Federal cumpriram mandados de busca e apreensão na casa de Bolsonaro e na sede do Partido Liberal, em Brasília. A ação fez parte de uma operação autorizada pelo ministro Alexandre de Moraes. Por determinação do ministro, Bolsonaro passou a ser obrigado a usar tornozeleira eletrônica, cumprir recolhimento domiciliar no período noturno e nos finais de semana, além de estar proibido de usar redes sociais e de manter contato com embaixadores, diplomatas estrangeiros, outros réus e investigados.

#### Prisão domiciliar
Em 4 de agosto de 2025, o ministro do Supremo Tribunal Federal Alexandre de Moraes determinou a prisão domiciliar de Bolsonaro após o descumprimento das medidas cautelares. Bolsonaro seguiu obrigado a cumprir as medidas restritivas já impostas, e adicionalmente ficou proibido de receber visitas (com exceção de familiares próximos ou advogados), além de ter todos os aparelhos celulares recolhidos. Fernando Gabeira ponderou que o ex-presidente estava "sendo preso à prestação", levado à cadeia "através de gradações" pelo Supremo Tribunal Federal, a fim de evitar um grande impacto. Bolsonaro se tornou assim o quarto presidente preso desde a redemocratização.
O governo de Donald Trump condenou a decisão, observando que Moraes já havia sido alvo da lei Magnitsky. Michelle Bolsonaro, mulher do ex-presidente, publicou apenas um salmo (Salmos 50:6) como resposta. Seus filhos Eduardo e Flávio falaram em "fim da democracia", enquanto ao mesmo tempo vieram à tona publicações antigas de Eduardo contra prisão domiciliar. A medida foi criticada pelos governadores Tarcísio de Freitas e Romeu Zema; Freitas afirmou que Bolsonaro havia sido julgado e condenado "muito antes de tudo isso começar", e Zema disse que o ex-presidente foi punido por ter "sua voz ouvida nas redes sociais".
Paralelamente, a prisão foi celebrada como cumprimento da justiça por Lindbergh Farias, líder do Partido dos Trabalhadores na Câmara dos Deputados, e por Marcelo Freixo. Lindbergh afirmou que a decisão foi "proporcional à gravidade dos atos" e que Bolsonaro "descumpr[iu] de forma deliberada" as medidas cautelares e "deboch[ou] da autoridade judicial"; Freixo disse que Bolsonaro "tentou transformar a tornozeleira e proibição de redes em espetáculo público" e que o ex-presidente "pediu p[a]ra ser preso".

## Vida pessoal

### Casamentos
| |  |                                                                                           |
| Jair Bolsonaro (direita) com dois de seus filhos, o deputado federal Eduardo (esquerda) e o senador Flávio (centro). |  | Bolsonaro e Michelle com a filha Laura durante o desfile cívico de 7 de setembro de 2019. |

Jair Bolsonaro foi casado três vezes. A primeira esposa foi Rogéria Nantes Nunes Braga, a quem ajudou a eleger-se vereadora da capital fluminense, em 1992 e 1996, e com quem teve três filhos: Flávio (senador fluminense), Carlos (assim como o pai e mãe, vereador da cidade do Rio de Janeiro, o mais jovem do país) e Eduardo. Divorciou-se e, de seu segundo casamento, com Ana Cristina Valle, teve Jair Renan.
Em 2007, conheceu sua atual esposa, Michelle, quando ela era secretária parlamentar na Câmara dos Deputados. Nove dias após ser contratada, os dois firmaram pacto antenupcial e, dois meses depois, casaram-se no papel. Em 2013, o casal fez uma cerimônia religiosa realizada pelo pastor Silas Malafaia. Com Michelle, o deputado teve a sua primeira filha, Laura, nascida em 18 de outubro de 2010. A família morou no Palácio da Alvorada.

### Religião

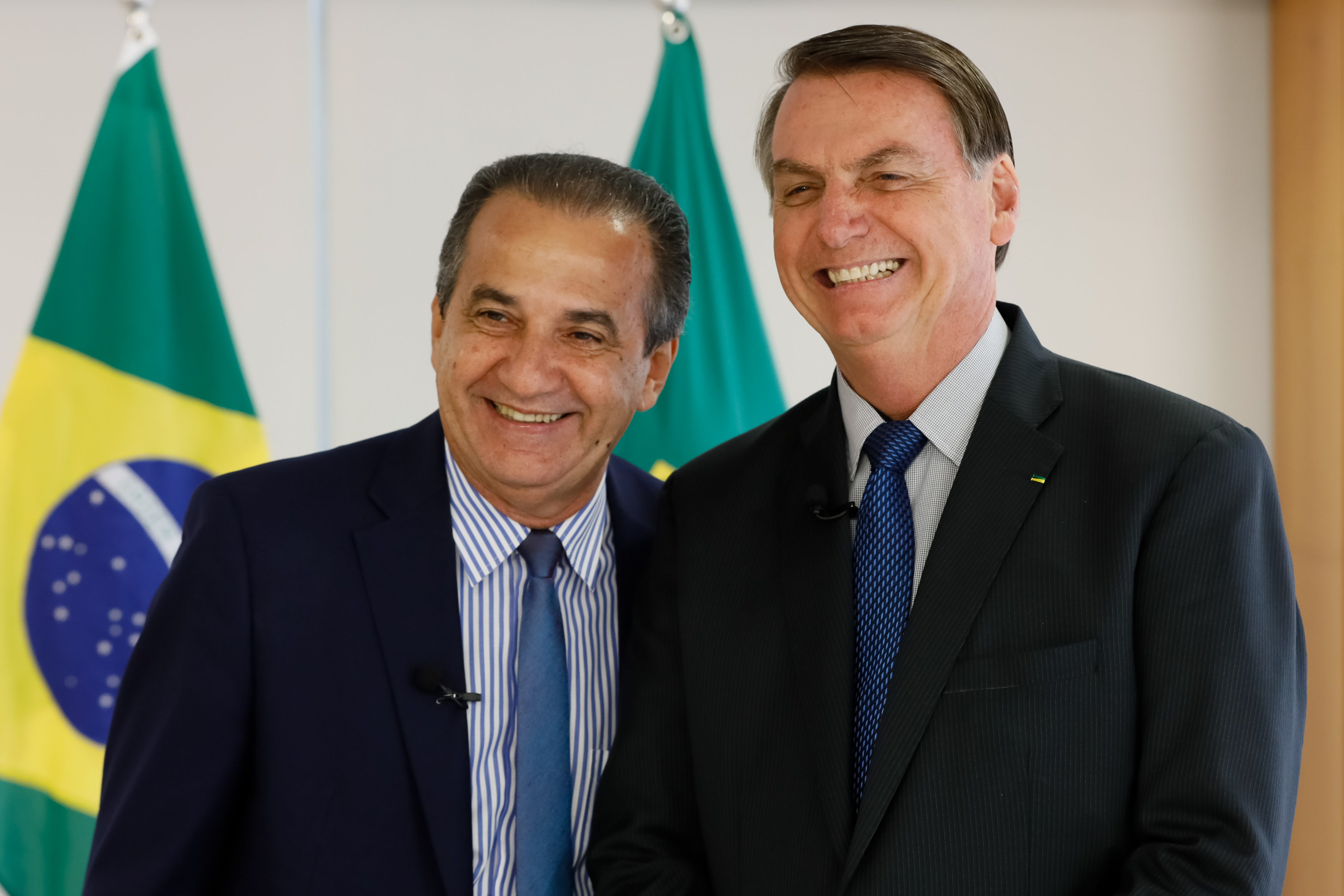
Bolsonaro e pastor neopentecostal Silas Malafaia

Bolsonaro afirma ser católico, mas alega ter frequentado a Igreja Batista por dez anos. Em 2016, foi batizado no rio Jordão por um pastor evangélico da Assembleia de Deus. A sua atual esposa, Michelle, e seus filhos são evangélicos. Em fevereiro de 2020, ao participar em Brasília do evento neopentecostal "The Send", foi declarado pelo pastor Todd White que Bolsonaro havia "confessado Jesus Cristo", ou seja, anunciado a sua conversão.

### Genealogia
Bolsonaro é descendente de imigrantes italianos e alemães, com provável origem portuguesa mais remota também. Pelo lado materno, Bolsonaro tem ascendência integralmente italiana, e seus avós eram ambos nascidos na cidade de Luca, na Toscana. Pelo lado paterno, é bisneto de italianos do Vêneto e da Calábria, tendo também um bisavô originário de Hamburgo, na Alemanha. A grafia original do sobrenome era Bolzonaro. Segundo declaração do próprio Jair Bolsonaro, seu bisavô era alemão e foi soldado da Wehrmacht de Adolf Hitler durante a Segunda Guerra Mundial: "Ele não tinha opção: ou era soldado, ou era paredão", declarou ele. Todavia, segundo a genealogia apresentada, Carl "Carlos" Hintze, bisavô de Bolsonaro, nasceu na Alemanha por volta de 1876 e chegou ao Brasil ainda criança em 1883, cinco décadas antes do início da Segunda Guerra na Europa, portanto tinha 54 anos quando Hitler chegou ao poder e 69 anos no fim da Segunda Guerra Mundial, sem que haja nenhuma evidência de que tenha deixado o Brasil nesse período. Seu bisavô alemão morreu em Campinas em 16 de março de 1969.

### Saúde
Em julho de 2020, Bolsonaro contraiu COVID-19 — ele estava então envolvido numa série de polêmicas em torno da doença, como dizer que era "uma gripezinha", que por "seu histórico de atleta [do exército]" ele não ficaria gravemente doente e por aparecer em público sem máscara. Três semanas depois do primeiro exame, os testes continuavam dando "positivo", e no final do mês, a doença havia evoluído para uma pneumonia, que ele publicamente chamou de "mofo no pulmão".
No início de setembro de 2020, a imprensa reportou que ele passaria por um procedimento para remover cálculos renais.
Em 14 de julho de 2021, Bolsonaro foi internado com obstrução intestinal no Hospital das Forças Armadas (HFA), em Brasília, tendo sido transferido, no mesmo dia, para São Paulo, onde foi tratado no hospital Vila Nova Star. Ele recebeu alta no dia 18 de julho de 2021, tendo a imprensa reportado que foi descartada a cirurgia em razão da evolução do quadro.
Em 3 de janeiro de 2022, sentiu fortes dores abdominais enquanto encontrava-se em período de descanso no litoral de Santa Catarina durante o recesso de final de ano, em meio à crise causada pelas inundações no sul da Bahia em 2021. Na sequência, seguiu de helicóptero até a cidade de São Paulo, onde exames médicos indicaram a ocorrência de novo episódio de obstrução intestinal, sendo necessária internação para que fossem administrados os devidos tratamentos.

### Ligação com milícias
A ligação de Bolsonaro com a rede de paramilitares e milicianos vem de longa data, mas se estreitou em 2002. Bolsonaro e o seu filho Flávio visitaram duas vezes o líder do grupo de matadores de aluguel, Escritório do Crime, e miliciano em Rio das Pedras, Adriano Nóbrega entre os anos 2004 e 2005. Em 2010, a família Brazão passou a ter maior protagonismo eleitoral em Rio das Pedras e em 2018 passou a controlar quase 300 currais eleitorais associados ao tráfico ou com as milícias na comunidade. Desde então, os Brazãos apoiavam a candidatura de Bolsonaro e seus filhos para qualquer cargo.

## Retórica e posições políticas
Entre as principais controvérsias envolvendo Jair Bolsonaro, podem se citar suas posições populistas, por suas críticas à esquerda, por classificar a tortura como prática legítima, por posições contrárias aos direitos LGBT e por várias outras declarações controversas, as quais lhe renderam cerca de 30 pedidos de cassação e três condenações judiciais. Várias organizações internacionais acreditam que as suas tendências autoritárias criam o risco de que a sociedade civil, a imprensa, os afro-brasileiros, os indígenas, e os críticos do governo enfrentarem danos irreparáveis. Bolsonaro também tem uma relação hostil com a imprensa e foi acusado de proliferar notícias falsas.
Apesar de seus posicionamentos serem amplamente classificados na extrema-direita do espectro político, Bolsonaro rejeita tal categorização. Inicialmente, Bolsonaro não via a si mesmo como representante do espectro ideológico de direita, chegando a ocupar a tribuna da Câmara dos Deputados, em 12 de março de 1999, para tecer elogios à deputada federal Luiza Erundina, filiada ao PSB e sempre reconhecida como um quadro de esquerda. No período após as eleições de 2002, declarou em discursos na Câmara dos Deputados que votou em Luiz Inácio Lula da Silva (PT) no segundo turno, tendo apoiado no primeiro turno o candidato Ciro Gomes (então filiado ao PPS).
Suas declarações já foram classificadas como discurso de ódio, homofóbicas, misóginas e sexistas, racistas e antirrefugiados. Em agosto de 2018, a revista britânica The Economist definiu o deputado como "radical", "religioso nacionalista", "demagogo de direita", "apologista de ditadores" e como uma "ameaça à democracia".

## Condecorações e prêmios
Em abril de 2019, Bolsonaro foi selecionado pela revista Time como uma das cem pessoas mais influentes do mundo naquele ano e o descreveu como um personagem complexo. Por um lado ele representaria uma quebra numa sequência de uma década de corrupção e a "melhor chance em uma geração" para aprovar reformas econômicas que podem amansar a dívida crescente. Por outro, a revista ressaltou o caráter controverso de Bolsonaro, descrevendo-o como símbolo de "masculinidade tóxica" e de um "ultraconservadorismo homofóbico", que poderia ainda reverter o progresso brasileiro quanto às mudanças climáticas.

### Prêmios
- Personalidade do Ano de 2019" pela Câmara de Comércio Brasil-Estados Unidos (Brazilian-American Chamber of Commerce).[503]
- Uma das 100 pessoas mais influentes da revista Time em 2019 e 2020.[504][505]
- Pessoa do Ano de 2019 da Câmara de Comércio Brasil-Americana.[506]
- Pessoa do Ano de 2020 do OCCRP "por seu papel na promoção do crime organizado e da corrupção".[507]
- Em 25 de outubro de 2021, Bolsonaro foi reconhecido como cidadão honorário pela Câmara Municipal de Anguillara Veneta, na Itália, cidade natal de seu avô paterno. Isso despertou reações na Itália.[508]
- IgNobel 2020[509]

### Honras nacionais
| Barra de fita | Honra | Data                  |
| ------------- | --- | --------------------- |
|               | Grande-Oficial da Ordem do Mérito Militar.                                                                          | 22 de março de 2005   |
|               | Medalha do Pacificador com Palma: Recebida por "ato de bravura" realizado em 1978.                                  | 5 de dezembro de 2018 |
|               | Ordem do Mérito Aeronáutico.                                                                                        | 3 de janeiro de 2019  |
|               | Grã-Cruz da Ordem do Mérito Naval.                                                                                  | 8 de janeiro de 2019  |
|               | Grã-Cruz da Ordem do Mérito Judiciário Militar                                                                      | 28 de março de 2019   |
|               | Grão Colar da Ordem do Mérito Judiciário Trabalhista                                                                | 13 de agosto de 2019  |
|               | Medalha do Mérito Mauá                                                                                              | 15 de agosto de 2019  |
|               | Grão-Mestre da Ordem Nacional do Mérito Científico, concedida por ele mesmo.                                        | 15 de agosto de 2019  |
|               | Medalha do Mérito Indigenista, concedida a pessoas que prestaram serviços relevantes para o bem-estar dos indígenas | 18 de março de 2022   |
|               | Medalha Comemorativa "Aniversário da Polícia Militar do Amazonas".                                                  | 27 de maio de 2022    |